# テイルズ オブ ザ レイズ
『テイルズ オブ ザ レイズ』（TALES OF THE RAYS、略称：TOTR / ザ レイズ）は、バンダイナムコスタジオとジュピターが開発しバンダイナムコエンターテインメントより配信されたスマートフォン向けゲームアプリ。サービス期間は2017年2月28日 - 2024年7月23日。基本プレイ無料（アイテム課金制）。
「テイルズ オブ シリーズ」のスマートデバイス向けタイトルのひとつ。ジャンル名の変遷は「真実の強さを追うRPG」（サービスイン当初）→「真実の強さが集うRPG」（ミラージュ プリズン編）→「真実の強さを纏うRPG」（フェアリーズ レクイエム編）→「真実の強さと歩むRPG」（ラスト クレイドル編）→「真実の強さを知るRPG」（リコレクション編）。

## 概要
『テイルズ オブ』 シリーズのキャラクターが総出演するRPG。ストーリーはオリジナルキャラクターがメインとなっており、彼らに原作の世界から本作の世界に呼び込まれた歴代キャラクターが力を貸す形式。
2015年12月16日に配信が発表され、翌年3月8日に公式サイトがオープン。2016年7月のテイルズ オブ フェスティバルでOPアニメーションムービーが先行公開された。
本作のアニメーションムービーは、第1部・第2部・第4部のOPムービーをWIT STUDIO、第3部のOPムービーをバンダイナムコピクチャーズが、劇中のアニメーションをグロムが手掛けている。
主題歌は［Alexandros］の「NEW WALL」、「ミラージュ プリズン」編の主題歌はGIRLFRIENDの「ミライリスト」、「フェアリーズ レクイエム」編の主題歌はDEENの「ミライからの光」、「ラスト クレイドル」編の主題歌はBoAの「I believe」。
2017年12月に配信された終章後編「嘘と真実 〜託された想い〜」を以て第1部が完結、2018年1月から12月までは第2部『テイルズ オブ ザ レイズ ミラージュ プリズン』（TALES OF THE RAYS MIRRAGE PRISON）、2019年1月から2020年8月までは第3部『テイルズ オブ ザ レイズ フェアリーズ レクイエム』（TALES OF THE RAYS Fairy's Requiem）、2020年10月から『テイルズ オブ ザ レイズ ラスト クレイドル』が配信。2022年10月配信のラストクレイドル編終章「嘘を真実に」を以てメインストーリー完結となる。
2023年4月からはメインストーリーに代わる大型アップデートとして、『テイルズ オブ ザ レイズ リコレクション』（TALES OF THE RAYS Recollection）がリリースされた。
2017年3月22日に100万ダウンロード達成が、2018年10月12日に200万ダウンロード達成が発表された。
2019年3月17日、第1部のフルボイス化が発表され、12月24日に配信開始。2020年10月11日には第2部のフルボイス化が発表され、翌年8月6日に配信開始。こちらは有償（2,940円）での任意アップデート形式となる。
2024年7月23日をもってサービスを終了。サービス終了後は一部機能が引き続き利用可能なオフライン版が提供され、アプリのアップデートによりデータが移行可能となる他、オフライン版用の新規シナリオとして「テイルズ オブ ザ レイズ　真実と記憶の物語」が実装された。

## システム

### 戦闘関連
ADF-LMBS（アドバンストフリック・リニアモーションバトルシステム）
本作のバトルシステム。リニアモーションバトルシステムを採用しており、スマートフォン用に最適化したアクションインターフェイス「アドバンストフリックシステム（ADFS）」を搭載し、全ての操作を片手でスムーズにできる。ベースには『テイルズ オブ デスティニー』や『テイルズ オブ グレイセス』のCC（チェイン・キャパ）制を採用しており、リコレクションにてアラウンドステップやオートチェインが追加された。
アニマ共鳴
キャラクターとクエストにはそれぞれアニマが設定されており、出撃したキャラとクエストのアニマが一致していた場合、キャラのHP及び物理攻撃力、術攻撃力が2倍になる。
キャラが虹アニマの場合、全てのクエストで補正を受けられるが、代わりに上昇量は1.5倍となる。クエストが虹アニマの場合は、全てのキャラに1.5倍の補正がかかる。
アニマは赤、青、黄、緑、紫、橙、虹の7種類。シリーズ作品毎に区分されており、対応するシリーズは以下の通り。
赤…デスティニー、デスティニー2、ハーツ、リンク
青…レジェンディア、レディアントマイソロジーシリーズ、エクシリア、エクシリア2、クレストリア
黄…ファンタジア、リバース、アビス、なりきりダンジョンX
緑…エターニア、テンペスト、ヴェスペリア
紫…シンフォニア、ラタトスクの騎士、グレイセス、アライズ
橙…イノセンス、ゼスティリア、ベルセリア
虹…レイズ、アスタリア、コラボ作品
属性
本作では、火、水、風、地、光、闇の6属性。一部の術技及び魔鏡技は属性を複数持つ。
作戦
キャラクター毎に4つ用意されており、内容はそれぞれ異なる。選んだ作戦によってAIの行動やステータスに補正がかかる。実装当初は3つだったが、2019年3月のアップデートで4つに増えた。
術技
本作では、術技はガシャ等で手に入る武器に紐付けされており、対応する武器を装備する事で使えるようになる。装備できる武器は最大で4つ。
魔鏡技
「魔鏡」と呼ばれるアイテムを装備する事で行使できる術技。戦闘時に上昇する「ミラージュゲージ（MG）」が満タンになると使用可能となる。使用時はカットインと固有の演出が入る。連携に組み込む事も可能。威力は基礎数値、物理攻撃力、術攻撃力、ミラージュレシオの数値に左右される。
また、フレンドが登録している「サポート魔鏡」も1つだけ設定可能であり、1クエストにつき1回のみ使用可能。
2019年11月のアップデートで、魔鏡の入手数や限界突破数に応じてHP・物理攻撃力・術攻撃力・CCのステータスにボーナス補正がかかるようになったほか、所持しているが装備はしていない魔鏡技も発動可能になった。ただし、威力や状態異常・変化の継続時間等は、装備した魔鏡の魔鏡技のMG量に比例し、消費MGが低い魔鏡技から消費MGが高い魔鏡技を発動するとその差に応じて減少し、逆に、消費MGが高い魔鏡技から消費MGが低い魔鏡技を発動するとその差に応じて増加する。
2021年8月のアップデートでは、報酬魔鏡と精霊装以外の全ての魔鏡で、オート機能が実装。限界突破している魔鏡をオート魔鏡枠にセットして、バトル中に特定の条件を満たすと、自動で威力・回復力が半分（その分必要MGは少ない）の魔鏡技を発動する。
クロスオーバー魔鏡技
2020年6月のアップデートで実装。対象キャラクター同士（2人）が並んでいる時に単独または2人のMGを消費する事で発動できる特殊な魔鏡技。2人のMG消費で発動するとカットイン演出も変化し、発動者2人のカットインが入る。
2人のMGを使って発動する時は、「対象キャラ2人のMG合計が発動しようとするクロスオーバー魔鏡技に必要なMG量以上ある」、「対象キャラ2人共に単独で魔鏡技を発動できる程にはMGやFGが溜まっていない」、「対象キャラ2人のバトルアイコンが隣り同士」、「対象キャラ2人が戦闘不能又は気絶・石化状態でない」の全てを満たさなければならない。協力発動すると、2人のHP回復や威力上昇等のボーナスが発生するが、互いの戦力差が非常に大きいと、単独での発動より威力が下がるリスクがある。
秘技
「鏡装」と呼ばれるアイテムを装備し、且つ特定の条件を満たす事で行使できる術技。通常の術技よりも威力や範囲等が強化されている。
ミラージュレシオ
戦闘時に画面左上に表示される。魔鏡技の威力に影響し、数値が大きい程威力が高くなる。敵に勝利、魔鏡技の使用で上昇。敵を素早く倒す、魔鏡技を強化するとより上昇値が高くなる。
精霊装
キャラクター毎に専用の精霊装がある。装備中はキャラが専用の衣装を纏うほか、キャラに対応するアニマが1つ増え、「ダブルアニマ」となる。
強化する事で5段階あるレアリティが上昇していき、様々な強力な効果を獲得できる。さらに、レアリティ3以上で、専用の魔鏡技「霊装魔鏡技」が使えるようになる。
入手には、精霊片から作成する方法と、ガシャで入手する方法の2つがあり、前者の場合はレアリティ1、後者の場合はレアリティ3からのスタートとなる。
FG（フェアリーゲージ）
レアリティ3以上の精霊装使用時に、MGの下に表示されるゲージ。
これを満タンまで溜めると、精霊装専用の魔鏡技「霊装魔鏡技」が使用可能になる。バトルによって溜まっていき、MGと異なり、クエストをクリアしてもそれまでの溜めた状態が継続される。
クリティカル
確率で攻撃がクリティカルになる事があり、クリティカル率はキャラ及び術技毎に異なる。また、状態異常中の敵はクリティカル率が2倍になる。
一度クリティカルが発生すると3秒間「クリティカルレイジ」という状態になり、魔鏡技を除いた味方の攻撃力が+50%、全ての敵の防御力を無効化、全ての敵の仰け反り軽減を無効化し仰け反りやすくする、回復術効果が2倍という効果が得られる。
クリティカルレイジ
クリティカルを発生させ、画面上にオレンジ色のゲージが出現した状態。
持続時間は3秒だが、クリティカルレイジの間に再度クリティカルを成功させると効果時間が延長、魔鏡技を除いた攻撃力アップボーナスが増加される。この間に魔鏡技を発動するとクリティカルレイジの段階に応じミラージュレシオボーナスが入り、クリティカルレイジが終了する。
バックステップ
CCを1消費する事により、ジャンプ等によって後ろに瞬時に下がる。通常攻撃、術技、詠唱のキャンセル及び詠唱時間短縮が可能。更に、敵の攻撃をこれでタイミングよく回避すると、被ダメージを1に減少・CC回復・仰け反りを無効化できる。
オーバーレイ
6章クリア後から解放されるイクスとコーキス専用のシステム。外見が大きく変わる（コーキスは変化なし）と同時に、HP増加と自動回復が付与されミラージュゲージが100%の状態でクエストが開始されるが、1日あたりの使用回数に制限がある。また、始祖久遠の塔及びスキルクエストでは使用不可。
限界突破
本作でのレベル上限は原則50だが、キャラクターに対応する鏡映片を使用する事で、上限を伸ばす事が出来る。
覚醒
ガシャから魔鏡を入手、精霊装を作成・入手又は専用アイテム「目醒めの雫」を5個使用する事でキャラが覚醒する。覚醒すると、最大HP+500、本来は1種類しか装備できない魔鏡を異なる2種類装備可能、ステータス画面のイラストを覚醒イラストに変更可能、覚醒キャラ専用のクエストダンジョン「始祖久遠の塔」への挑戦権獲得及びそのクエストで習得する覚醒スキル用スロットが解放される。
スキルクエスト
キャラ毎に設定された信頼度（クエストクリア時に消費APと同量上昇、一定値に達するとレベルアップ）のレベルが10になると挑戦できる。
キャラ個別に設定されており、クリアすると戦闘を有利にする「潜在スキル」が解放される。潜在スキルは同じ種類のスキルを持ち、且つ解放しているキャラが多い程、効果が上昇する。
ただし、挑戦できるのは対応キャラ単独でのみ（仲間は連れて行けない）で、料理は有効だが、フレンドのサポート魔鏡やオーバーレイは無効で、アニマによるパラメータ補正もない。
攻略戦
キャラの加入条件として行われる事があるイベント形式。
攻略戦毎に立ちはだかる敵をユーザー全員で倒し、ポイントを溜め、そこから算出される攻略率が100%になれば、次の敵に挑める。全ての敵の攻略率が100%になれば、対象キャラが加入する。
強敵キャラクター
原作における敵キャラクターの一部が該当する。
通常のキャラと異なりHP及び術技の威力が高く、術技強化で術技発動中に敵の攻撃で仰け反らなくなる状態「鋼体」を獲得できる、HPが最大値の25％以下になると1クエストに1回（始祖久遠の塔では10階層につき1回）のみMGが50％回復、味方の回復術技やオーダーの料理・覚醒スキルによる回復の対象にならず、回復方法は術技の効果による自己回復しかない、といった仕様となっている。
フォームチェンジ
2021年3月のアップデートで実装。特定のキャラに追加された別のフォーム（該当フォーム専用の鏡装又は魔鏡入手がフォームチェンジ可能になる条件）を選択でき、選択すると見た目やキャラの性能が変化する。フォームによって得意とする戦闘スタイルは異なり、フォーム選択は原則クエスト前に行うが、2021年11月のアップデートで、フォームチェンジ設定をした魔鏡技を発動させる事で、バトル中のフォームチェンジが1回だけ可能になった。バトル中にフォームチェンジすると、フォームチェンジ前に受けていた状態異常・変化は無効となり、HPも最大の状態になる。レベルや信頼度、スキット等は全フォーム共通だが、装備、パラメータ、覚醒スキル等は異なる。
クレス道場
2020年2月のアップデートで追加。いわゆるトレーニングモードで、敵の重量や大きさ、装備品といった設定を様々に変更した状態で、術技の性能をシミュレーションできる。

### やり込み要素
始祖久遠の塔
覚醒済のキャラのみでパーティを組んで挑むクエストダンジョン。月毎に開催される。
キャラ毎に番号を振り、その中で番号が小さい順に4名が出撃。戦闘不能になったらそのキャラは戦闘終了時点で脱落となり、次のフロア以降は控えの中で番号が小さいキャラと交代。これを繰り返しつつ、50階クリアを目指す。キャラが全滅したらゲームオーバーで、リトライ（ゲームオーバーになったフロアからの再開）は不可だが何度でも挑戦できる。
10階踏破する毎又は55階到達時に任意のキャラ1人の覚醒スキルかランダムに選ばれたキャラ1名のアニマスフィア1個を獲得でき、初めて到達した場合は初回クリア報酬も貰える。
覚醒スキルのスロットは3つで、このスキルは始祖久遠の塔以外でも発動する。ただし、スキルを既に持っている場合、全て上書きするか獲得をやめるかのどちらかを選ぶ必要がある（一部のみ残したりは不可）。ただし、後述の久遠の書交換所で入手したスキルがある場合は、獲得した3つのスキルと交換所で入手したスキルを自由に組み合わせる事ができる。同じキャラが同じ系統のスキルを何度か引く（習得しなくてもよい）と、その系統の上位スキルの出現確率が上昇する。また、高階層に到達する程レアな覚醒スキルが出やすい。
アニマスフィアは、塔専用のアイテムで、所持している数に応じてキャラのパラメータが強化される。所持数はそのキャラが特定の条件を満たしているか否か、及び特定のアイテムをいくつ所持しているかによって決まり、1階クリア毎にそのフロアで出撃していたキャラの中からランダムに選ばれた1人のアニマスフィアが1個減少。0になるとパラメータが大幅に弱体化してしまう。
なお、当初は最上階をクリアしなければクリア扱いとならなかったが、2018年7月末からは50階をクリアすればクリア扱いとなり、それ以降のフロアは任意に挑める高難易度フロアとなっている。
2019年6月末からは、スキップ機能が実装され、更に、デイリーボーナス及び50階及び60階（最上階）クリア時に残っているメンバーのアニマスフィア所持数合計に応じて、久遠の書と呼ばれるアイテムを獲得できるようになった。
久遠の書は、久遠の書交換所で使用するもので、一定数の久遠の書と引き換えに、覚醒スキルを獲得できる。また、獲得数はベストレコード（塔開催の度にリセット）として記録（デイリーボーナスは含まない）。
スキップ機能は、専用アイテムである始祖久遠の塔スキップチケット1枚又は一定数の鏡晶石（使う程必要数は増加、5回目以降は200個で固定）を消費する事で、1～50階及び60階を飛ばしてクリア扱いにできる。スキップしたフロアのフロア報酬や覚醒スキル、久遠の書獲得もできるが、50階及び60階のフロア報酬獲得については、ベストレコード獲得時に各報酬フロアをクリアしていなければならない。
総力戦
2020年2月のアップデートで追加された、始祖久遠の塔の新たなルール。覚醒済のキャラのみが参加できるのは従来と同様だが、塔とは違い、日をまたいでの挑戦回数リセットはされない。
覚醒済のキャラクターで4人1組のチームを編成し、最初はチーム編成時に振った番号が小さい4人がチームとして参加。1戦する毎に戦闘結果に関係なく次のチームに交代して次の階に進む。編成した全てのチームが戦闘を終えた時点で挑戦は終了。
アニマスフィアも従来と同様に支給されるが、総力戦では、所持数に応じた戦闘開始時のFG量増加、更に15個以上所持している場合はFGが最大の状態でスタート（精霊装所持の場合のみ）、所持数に応じた鋼体を獲得できる（発動すると付与された鋼体が減少。待機状態でも復活しない）効果が追加。
クリア報酬は1階クリア毎に得られ、内容も従来より格段にいいが、得られる機会は開催期間中1度だけ。ただし、タイムボーナスについては、クリア時間の記録が更新されてランクがより高位に変更された場合、それまで受け取ったランク報酬との差分を受け取れる。
ユニゾン・アタック
2020年3月のアップデートで追加された、他プレイヤーと3人1組で協力して決められた数の敵撃破を目指すマルチバトル。
参加設定から各回毎に参加資格のあるキャラから、参加させるキャラを2人以上選び、3人以上選んだ場合はその中から2人がランダムで選ばれる。なお、参加可能キャラの中に未加入のキャラがいる場合は、装備等の固定されたレンタルキャラクターを利用できる。戦闘参加人数はメイン・サブ共に3人ずつの6人で、他プレイヤーと被るキャラは選択不可。開始時に戦闘に参加するのはメインの3人で、サブはメインからの交代で戦闘に参加し、逆も同様。
キャラクターはレベル50、魔鏡、装備はレベル1で固定されるが、術技強化、精霊装、覚醒スキルの有無及び度合いはその時点でのものが反映される。
開始時は制限時間が1分だが、敵を20体撃破する毎に1分追加される。魔鏡技及び大鏡鳴術中は制限時間は減少しない。全ての敵を撃破するか、制限時間が0になると終了。戦闘内容に応じたボーナス補正を加味して獲得ポイントが決定され、そのポイントを使う事で、ユニゾン・アタックで使うバッジを獲得できる。
交代
戦闘中にメインとサブで操作キャラを変更する事が可能。交代した際には「交代技」に設定した術技を発動、術の場合は詠唱なしで発動する。なお、交代前のキャラで秘技への変化条件を満たしていた場合は、秘技発動も可能。ただし、交代すると再度交代するまでには一定時間おかねばならず、待機時間は交代技の消費CCによって変化する。
大鏡鳴術
戦闘中に一定確率でフィールドに出現するクリスタルを破壊すると発動。発動時は戦闘に参加している3人のカットインが入って大鏡鳴術を発動し、敵全体にダメージを与える。破壊した時のクリスタルの色に応じた属性の大鏡鳴術が発動し、その内訳は
赤：クリムゾンメギド（火）、青：アクアミスティック（水）、緑：シルフィードメロディ（風）、茶：アースディザスタ（地）、黄：サンクチュアリ（光）、紫：シャドウディバイド（闇）となる。
クリスタルの色は通常攻撃を当てる事で変化し、順番は、地→水→火→風→光→闇→地…となっている。また、メイン・サブ共に戦闘不能のプレイヤーがいる場合は、術発動時にどちらも復活する。
バッジ
戦闘中に使用する事で様々な効果を発動できる。通常戦闘中に使用するバトル用バッジと、魔鏡技中に使用する魔鏡技発動用バッジがあり、バッジ毎に決められた枚数を集める事でレベルが上がり、再度使用するまでの待機時間が短くなったり、効果がより大きくなったりする。
バトル用バッジは、戦闘中に右下のバッジをタップして使用し、使用するとフィールド内に特殊効果エリアを一定時間発生させる。展開されているエリア内で他のプレイヤーがバッジを使用すると効果時間が延長され、エリアも拡大する。ただし、一度使用すると再度使用できるようになるまでは一定時間の待機が必要。
魔鏡技発動用バッジは、魔鏡技中に連打して使用し、魔鏡技を発動しているプレイヤーに有利な効果を発生させる事ができるが、一度タップして使用すると、その魔鏡技発動中は他のバッジを使用できない。

### その他
衣装、アタッチメント
ガシャで手に入るプリズムを交換所等で交換する事で入手でき、アタッチメントの装着や衣装および武器の見た目の変更を行える。
称号
魔鏡の入手数と限界突破数に応じて獲得したポイントの合計数を、シリーズ各作品毎に振り分けた際のポイント数に応じて解放。原作由来のものから本作オリジナルのものまで内容は様々。
シナリオログ
スキット
キャラを仲間にした時やスキルクエスト挑戦時に対応するサブシナリオが解放され、それを選べば、オリジナルキャラクターや歴代キャラクターによる様々な会話を見る事ができる。
当初は名称が「サブシナリオ」だったが、2018年9月のアップデートで変更された。
『テイルズ オブ リンク』シナリオアーカイブ
2018年3月28日に配信終了した同作品のメインシナリオを閲覧可能。音声はなし。
パスポート
課金等によって入手できる。使用すると、パスポート適用期間中、経験値やガルド、特定のアイテムのドロップ量を増やす事が出来る。
オーダー（依頼）機能
キャラクターに様々な依頼をし、経験値や強化素材、クエストでの有利な効果を獲得できる。
オーダーには「討伐」「収集」「料理」の3種類が存在し、クエストと並行して、育成や素材収集を行う事ができる。
キャラクターにはオーダーで発動できるスキルが2つ設定されており、その構成により、それぞれオーダー内容の得手不得手がある。スキルの発動は同じスキルを有するキャラがオーダーに出るキャラ（最大4人）の内、2人以上いる必要があり、同じスキルを持つキャラが3人以上いても効果が大きくなる事は無い。
1人のキャラを同時に複数のオーダーには出せないが、通常のクエストや始祖久遠の塔に参加させる事は出来る。
依頼に出したキャラの組み合わせにより、開始、途中、完了時の各種ロード画面にて会話が発生する事がある。
イベント復刻機能
1度でも復刻開催された事があり、且つ一定期間が経過しているイベントが対象。
鏡晶石150個で購入できる「復刻チケット」を使う事で、一定期間、対象のイベントのクエストやガシャ、交換所等を復刻できるようになる。同時に復刻できるイベントは最大で3つ。
ルーム機能
仮想鏡界のアジト、ケリュケイオン、浮遊島内部のいずれかの内装を選んで、キャラクターを4人まで配置してリアクションを楽しんだり、部屋をレコード（実績対応モニュメント）やポスターでカスタマイズできる。
2020年2月のアップデートで、特定のキャラを「お出迎えキャラ」に設定して、そのキャラからの出迎えを受けられ、入った日にプレゼントを受け取れるようになったほか、他ユーザーのルームを訪問してメッセージを残したりそれに返信したりできる機能が追加。
2020年5月のアップデートで、NPCを1人配置できるようになった。
GRADE
2019年11月のアップデートで実装。ガシャを引く度に一定のGRADEポイントが貯まり、ガシャ毎に設定されたGRADEを消費すると、そのガシャにある魔鏡や鏡装等のうち、好きな物と交換できる。
Tales of WHIStiria
『エターニア』でのミニゲーム「ウィス」をプレイできる。基本的なルールはエターニアのそれと大体同じ。5ゲーム1セットとなり、成績に応じて得られるポイントを使ってカードの柄を増やしたり、交換所で使えるチケットとの引換券が貰える。

## ストーリー

### テイルズ オブ ザ レイズ（第1部）
嘗ては世界規模の戦争により滅びの危機にあったものの、キラル分子によりこの上ない繁栄期を迎えている世界「ティル・ナ・ノーグ」。
しかし、それはある日突然終わりを告げる。ティル・ナ・ノーグを滅びの危機から守る鏡の盾「アイギス」が崩壊、その破片が流星群となって降り注いだ結果、世界各地に大被害をもたらす。
それは鏡士の家系出身の漁師の少年イクス・ネーヴェと若手鏡士の少女ミリーナ・ヴァイスの暮らすオーデンセも例外ではなく、流星群により島ごと滅亡、生き残りはイクスとミリーナだけだった。「救世軍」と呼ばれる組織に助けられた二人は、彼らの助言でティル・ナ・ノーグ最大の都市セールンドの王宮へ向かう。
そこで会ったセールンドの女宰相ゲフィオンは、二人に「世界に滅亡の危機が迫っている」、そして「世界を救うにはアイギスを修復するしかなく、それは鏡士の力を持つ二人にしかできない」と告げる。
しかし、嘗て力を暴走させた事で鏡士の道を諦めたイクスは困惑。だが、ミリーナが受諾した事で、彼女だけを巻き込むわけにはいかないと、鏡士として願いを引き受ける事を決意。
世界を救う為、具現化した異世界の英雄「鏡映点」の力を借りながら、鏡士として成長するイクスとミリーナの物語が始まる。

### テイルズ オブ ザ レイズ ミラージュ プリズン（第2部）
ティル・ナ・ノーグに迫っていた世界規模の滅びの危機は、鏡士の少年イクスと少女ミリーナ、そして異世界より具現化された鏡映点達によって救われた。
だが、世界と引き換えにイクスは魔鏡結晶の檻に自らゲフィオンと共に閉じ込められ、世界の姿や情勢も魔鏡結晶によって激変してしまった。
更に、その混乱の最中、「アスガルド帝国」がダーナの審判により建国。帝国はミリーナを「世界を破滅に導く悪魔である黒衣の鏡士」として指名手配にかけ、鏡士一行は一転、追われる立場となってしまう。
鏡界の拠点に逃げ込んだものの、セールンドからあった援助も失い、四苦八苦する一行。だが、希望は残されていた。イクスの鏡精であるコーキスは、世界を救う為にイクスが行使した魔鏡術の意図的な暴走により人間の姿に成長、戦う力を得る。そしてイクスも、仲間達が自分とは違う世界を救う為の方法を見つけ出すと信じていた。
イクスより託された「ミリーナを守れ」との願いを守る為、魔鏡結晶の檻で眠り続けるイクスを助け出す為の、コーキスとミリーナの新たな物語が始まる。

### テイルズ オブ ザ レイズ フェアリーズ レクイエム（第3部）
アスガルド帝国相手の総力を尽くした作戦により、魔鏡結晶から無事イクスを救出したコーキスとミリーナ。
だが、問題が片付いたわけではない。魔鏡結晶が未だ世界を侵食し、アスガルド帝国が鏡映点や精霊の利用を続けている事に変わりなく、それを続ける帝国の目的も不明なまま。更に、戦いの中で新たな謎も浮上する。
そして、イクスを取り戻す戦いの最中に、兄ウォーデンを一度ならず二度も殺されたビフレスト皇国の皇女メルクリアは、国と兄の仇であるイクスとミリーナ一行に復讐を誓い動き出す。対してミリーナは自分とは異なる自分が犯した罪の償いの為、イクスはそんな彼女の支えとなる為にアスガルド帝国とメルクリアに対峙する。
一方、ティル・ナ・ノーグはその存在を支える太陽神ダーナの心核の損傷により、存在が不安定になりつつあった。同時に、ティル・ナ・ノーグの精霊を巡って新たな戦いが始まろうとしていた。
果たして、何が真実で何が嘘なのか。それを目にしたイクスとミリーナが選ぶ道は――
アスガルド帝国との戦いは新たな局面を迎えようとしていた。

### テイルズ オブ ザ レイズ ラスト クレイドル（第4部）
遂に明らかになったアスガルド帝国の目的、それは「ティル・ナ・ノーグの具現化元の世界「ニーベルング」の復活」であった。
しかし、それは今具現化されているティル・ナ・ノーグを犠牲にするものであり、イクス一行はそれを阻止する為に動く。一方で、死の砂嵐から呼び戻されたナーザは、イクス一行や救世軍、帝国とも異なる第四勢力「ビフレスト聖騎士団」を結成。「バロールの魔眼」を巡る紆余曲折の末、コーキスはマスターのイクスから一時的に離れる事を決め、そちらに移る。
アスガルド帝国は、ニーベルングの再具現化の為に具現化元の世界で神、あるいはそれに等しい存在の具現化や精霊及び鏡映点の確保を一層強化。他の勢力は鏡映点の先んじての確保や精霊装の実用化等で対抗する。
イクスとミリーナの旅路の、そしてティル・ナ・ノーグの行く末は―――。

## 登場キャラクター

### パーティキャラクター
イクス・ネーヴェ (Ickx Neve)
声 - 花江夏樹
男性 / 17歳（外見年齢） / 身長178cm（3部以降では180cm） / 体重68kg（3部以降では69kg） / クラス：鏡士 / 武器：片手剣
本作の主人公。漁師として生活していたが、世界の危機を受け、鏡士になる事を決意する。ネガティブな性格だったが、鏡映点と関わっていく中で徐々に成長を見せる。
実は本物のイクスは既に死亡しており、ゲフィオンによって過去のイクスを具現化されて生まれた。2人目のイクスもOPの流星群により死亡しており、本作の主人公のイクスは3人目。
ミラージュプリズン編では、死の砂嵐を封じ込める為に魔鏡結晶の中にゲフィオンと共に封印されているが、魔鏡結晶を通して世界の様子を見ていた。
だが、その際体にかなりの痛みが来ており、2部終盤ではその反動がコーキスにも伝わっていたが、終章で救出される。
フェアリーズレクイエム編からはミリーナが仕立てた衣装を着用している。
ミリーナ・ヴァイス (Mileena Weiss)
声 - 照井春佳
女性 / 18歳（外見年齢） / 身長162cm / 体重45kg / クラス：鏡士 / 武器：鏡
本作のヒロイン。イクスの幼馴染で、彼を一途に想う。母親気質で、よく世話を焼く。占いが得意。鏡士の先輩としても魔鏡術の制御が未熟なイクスを支える。
実はイクスと同様、ゲフィオンが過去の自分自身を具現化して生み出した存在。
ミラージュプリズン編では真っ黒なドレス、フェアリーズレクイエム編以降ではイクスとコーキス、カーリャが一行の面々と協力して仕立てた衣装を着用。
カーリャ (Karya)
声 - 下地紫野
女性 / 年齢不明 / 身長28cm / 体重4.0kg
ミリーナが、具現化の術で自身の魔鏡から具現化させた鏡精。
その出自故に、ゲフィオンとも感覚を共有している。
コーキス (Kocis)
声 - 内山昂輝（成長時）、下地紫野（小型時）
男性 / 17歳（外見年齢） / 身長168cm / 体重63kg / クラス：鏡精 / 武器：大剣→双刃
「ミラージュプリズン」編の主人公。1部12章「混沌と煌めきの道標」より登場。
イクスが自身の魔鏡から具現化させた鏡精。
具現化当初はカーリャと同じくらいの大きさだったが、ミラージュプリズン編以降はイクスの力が増幅されたため、人間と変わらない大きさになる。左目の眼帯は何故か外せなかったが、実は左目は魔眼になっており、魔眼解放時のみ眼帯が外れる。左目が金、右目が紅のオッドアイ。
ミラージュプリズン編では白、フェアリーズレクイエム編以降は黒基調の衣装を着用。
2部時は術技や装備、パラメータ、レベルはイクスとすべて共有。
3部5章「鏡士と鏡精のつながり」でイクスとは独立したキャラクターとして（術技はイクスと共有できず、コーキス専用の装備を入手して使用）、プレイアブルキャラとなる。
マーク・グランプ (Mark Grump)
声 - 三浦祥朗
男性 / 23歳（外見年齢） / 身長180cm / 体重69kg / クラス：銃大剣士 / 武器：銃大剣
救世軍のリーダー。ただし、実権はファントムが握っており、彼はお飾りに過ぎない。アイギスの破片により滅んだオーデンセから逃げ延びたイクス達を救出したが、その後は何故か殺そうとする。
実はイクスとミリーナの幼馴染である「フィル」が生み出した鏡精。フィルの力が強いため、普通の人間と同等の姿をしている。
ミラージュプリズン編からは、名実共に救世軍のリーダーとなる。
イベント「カジノミッドナイト」でプレイアブルキャラとなる。
カーリャ・ネヴァン (Karya Nevan)
声 - 下田麻美
女性 / 20歳（外見年齢） / 身長164cm / 体重52kg / クラス：元鏡精 / 武器：細剣
ゲフィオンの鏡精であるカーリャの人間としての姿。ゲフィオンの記憶の一部と共に彼女との繋がりが切り離され、人間に近い存在となった為、本人は「ゲフィオンの鏡精であった者」と名乗っている。
3部6章でダオスとの会話で存在のみが判明。3部11章「鏡精の嘆き」で本格的な登場及びプレイアブルキャラとなる。
メルクリア (Mercuria)
声 - 小林由美子
女性 / 12歳 / 身長145cm（ヒール込み） / 体重36kg / クラス：鏡士 / 武器：簪
1部13章「裏切りと真実の行方」より名前のみ登場、2部7章「解放されし魔眼の使い手」で姿が判明。ミラージュプリズン編では「アスガルド帝国の聖母」とされている。
ビフレスト皇国を、かつてミトスが計画した「千年王国」として蘇らせる為に、「リビングドール計画」を発案・進めており、その一環として四幻将が求めていた「失われた命」をはじめとする異世界の存在を具現化した。
その正体は、魔鏡戦争で滅亡したビフレスト皇国の生き残りの皇女。魔鏡戦争でビフレストが滅亡した際、人質としてセールンドに連れて来られ、デミトリアスを後見人及び親代わりとして育てられた。
ビフレストの事は殆ど覚えていないが、亡き母親がビフレスト復活を望んでいた事、そしてビフレストを滅ぼしたゲフィオンが魔鏡術で大陸を生み出したのを聞いた事で、「ゲフィオンよりも優れた鏡士となってビフレストを復活させ、故郷であるビフレストを一度自分の目で見てみたい」と強く願い、それがリビングドール計画を進める原動力となっている。
国と大切な兄を奪ったゲフィオン（ミリーナ）に強い憎しみを抱いており、嘗ての仲間であろうと彼女に味方した者には容赦しない。
鏡士を直接呼んでその技術を学ぶ等、鏡士の事を非常に好いており、高い魔力を秘めているが、鏡士としてはまだ半人前。一人称は「わらわ」で、無邪気な性格だが、それが転じて残酷になる一面もある。
3部終章後編「亡国の主 未来掴む御手」でプレイアブルキャラとなる。
ナーザ (Nazar) / ウォーデン・ニーベルング
声 - 花江夏樹
男性 / 22歳 / 身長180cm / 体重69kg / クラス：鏡士 / 武器：短剣→片手剣・短剣（二刀流）
2部1章「黒衣の鏡士と眼帯の鏡精」より登場。
イクスに瓜二つな謎の青年。聖母メルクリアの親衛隊長及びアスガルド帝国の将軍として、フィリップと共に四幻将を束ね、コーキス達と敵対する。なお、「ナーザ」は、ティル・ナ・ノーグにおける海の神（漁師の守り神）の名前。
その正体は、魔鏡戦争におけるビフレストによるオーデンセ侵攻で、ゲフィオンを庇って命を落としたオリジナルのイクスの死体に、魔鏡戦争で命を落としたビフレスト皇太子ウォーデン・ロート・ニーベルングの魂が入って生まれたリビングドール。右腕が義手になっているが、これはオリジナルのイクスが命を落とした際に右腕を負傷していた為。
メルクリアの兄で、彼女からは「兄上様」と呼ばれている。協力はしているが、メルクリアとは目的を異にしており、「ダーナの揺り籠を壊すなら敵になる」と公言している。彼女の進める計画に対しては「世迷い言」と評しており、彼女と行動を共にするデミトリアス諸共「呆れた大罪人」と評している。
2部終章でイクスの救出に向かったコーキス一行と対峙するも敗れる。この戦いの結果、オリジナルのイクスの体とウォーデンの魂をキメラ結合させていたアニムス粒子が乖離を起こし、メルクリアの眼前で再び死の砂嵐の一部となった。
その後、ジュニアが彼を復活させる方法を探していたが、3部14章で、イクスの体を借りる形で復活を果たし、第四勢力「ビフレスト聖騎士団」を旗揚げする。
3部終章前編「亡国の主 呪い断つ銀腕」でプレイアブルキャラとなる。
バルド (Baldo)
声 - 興津和幸
男性 / 25歳 / 身長182cm / 体重66kg / クラス：騎士・格闘家 / 武器：刀
2部5章「静かに燃える黒き狼」より登場。
ビフレスト皇太子ウォーデン及び皇女メルクリアの護衛役を務めていた騎士。ウォーデンとは乳兄弟にして親友でもあり、メルクリアも彼の事を気に入っていた。
誠実な性格だが、一方で女性全般を崇拝と言える程に好いており、隙あらば真面目に女性を口説くのが玉に瑕。
現在はウォーデン同様魔鏡戦争で命を落として魂だけの状態となっており、フレンと合意したうえで、彼の体を器としたリビングドールとなっている。彼は初期のリビングドールであり、心核を抜くプロセスを経ていない為、精神はフレンのそれと共存した状態にあった。
後に、状況を打開する為の作戦としてフレンとの分離を決断。2部11章「迷いなき眼光へ命の叫びを宿す者」以降は、ファントムの体に精神を移している。
ナーザ同様、リビングドール計画及びビフレスト復活については否定的。2部8章「争乱に抗う少年と苦境に立ち向かうソーマ使い」から、帝国を抜けコーキス一行に加入したカイウスとシングに代わって、帝国の情報を流す連絡役を務める。
2部終章で、イクス救出の為の魔鏡術を発動し、その結果、ファントムの体を残して再び死の砂嵐に戻った。
3部15章で、ナーザ側についたジュニアが仲間を増やすべく、死の砂嵐から呼び寄せ、現在は人工心核に宿っている。その後、4部1章でナーザによって幻の体を与えられてビフレスト聖騎士団の一員となる。
4部5章「忠義の剣士」で、バロールがコーキスを操って発動した魔眼によって物理的な肉体を得てプレイアブルキャラとなる。
フィリップ・ビクエ・レストン (Philipe Bique Reston)
声 - 阿部敦
男性 / 35歳 / 身長177cm / 体重62kg / 武器：モノクル
イベント「ミュウの大冒険」より名前のみ登場、姿を見せるのは2部3章「狙われる青年と幼き少女」から。
第103代「ビクエ」にして、イクスとミリーナ（ゲフィオン）の幼馴染でもある鏡士。太陽神ダーナの末裔でもある。
イクスやミリーナ、マークからは「フィル」と呼ばれている。ミラージュプリズン編では「フィリップ」と呼ばれる事もある。
フリーセルと共に救世軍を設立した人物。ミラージュプリズン編でも救世軍を率いている。
当代「ビクエ」の称号を有するだけあり、魔鏡関連では高い能力を見せる半面、生活・運動能力は低く、マークが保護者代わりになる事も。
イベント「鏡士たちの記念日」でプレイアブルキャラとなる。
ヨウ=ビクエ (Yobikue)
声 - 藤井ゆきよ
女性 / 身長164cm / 武器：鏡
約1200年前に存在した宮廷鏡士で、初代「ビクエ」。本名は「ヨーランド・ビクエ・オーデンセ」で、鏡士の始祖。イフリート曰く「ダーナの巫女」でもあった。現在は、精霊の封印の為に眠りについている。
2部6章「贖い生きる古代英雄と悔悛し惑う神子」で、精神体の状態で登場。神降ろしの巫女となる為に心核を傷付けられたシャーリィの体を一時的に借りており、彼女の心核を治療すると同時に、鏡殻変動以降使えなくなっていた魔鏡通信を出力を上げる形で修復した。
2部11章「迷いなき眼光へ命の叫びを宿す者」では、彼女の捜索を続けていたサレとハスタに見つかり、眠った状態で帝国に移されている。
3部5章では、コハクの体を一時的に借りて、ミリーナ達をイ・ラプセル城の裏口に案内し、同時にリチアのことを知っていると伝えた。
その後はアトワイトを依代として時折行動していたが、3部10章で、デミトリアスらの策略に対抗すべく、一か八かの賭けで元の体に戻る。
上記の通り、鏡士として並外れた能力を有しているが、それは彼女の出自が太陽神ダーナの鏡精ビクトリエの子孫である為。彼女の更なる子孫にあたるのがゲフィオン（ミリーナ）である。
イベント「精霊の呼び声」でプレイアブルキャラとなる。
コダマ・アトウッド (Kodama Atwood)
声 - 梶原岳人、日向朔公（幼少期）
男性 / 17歳 / 身長171cm / 体重60kg / 武器：カタール二刀流
「リコレクション」編の主人公。幼い頃、幻影種に襲われたところをヘイズに救われ、以降彼女に絶対の忠誠を誓っている。
棄民という出自ながら死神騎士となった為、周囲からのやっかみを受ける事もあるが、要領がよくちゃっかりした一面もある性格故にうまくやり返している。
ヘイズ・シーザリオ・イデアフェルト (Haze Cesario Ideafeldt)
声 - 千本木彩花
女性 / 18歳（外見） / 身長176cm / 体重54kg / 武器：杖
「リコレクション」編のヒロイン。ネオイデア王国の女王。幻影種の研究の影響で不老不死の体となっている。
幻影種を打倒し、全ての国民に平和をもたらす事が使命だと考えており、不老不死の体を得たのも、「自分の代で幻影種との戦いを終わらせろ」との神の啓示だと捉えている。
セイリオス・キャフトル (Seirios Caftro)
声 - 阿座上洋平
男性 / 22歳 / 身長180cm / 体重64kg / 武器：マシンガンが仕込まれた義足
コダマの教育係である死神騎士。左足が義足になっている。名家の出身だが、幻影種の襲撃で棄民を庇って左足を失った際に勘当された。
化粧が趣味で、服装も非常に華やかだが、内面はそれに反して穏やかな性格。コダマとは気が合う事が多く、親友のような間柄になっている。
アイリス・ラヴフェザー (Iris Lovefeather)
声 - 大空直美
女性 / 16歳 / 身長159cm / 体重48kg / 武器：ハンマー、拡声器
コダマの同僚である死神騎士。幼い頃に幻影種の襲撃によって祖父と声を失い、現在の声は機械音声となっている。
死神騎士として任務に赴く傍ら、「歌姫」として広場で歌を披露し、国民の貴重な娯楽を提供している。
リワンナ・ギムレイ (Liwanna Gimlay)
声 - 近藤唯
女性 / 26歳 / 身長168cm / 体重100kg / 武器：刃付きのマント
ネオイデア王国の貴族の一人で、辺境伯の地位にある女性。国の防衛という使命に忠実だが、本来は気弱で心優しい性格。
5年前の幻影種の襲撃で身体の大半を失い、失った部分を機械や金属の義体で補い、一命をとりとめている。
バルド・ミストルテン (Baldo Mistleton)
声 - 興津和幸
男性 / 25歳（外見） / 身長182cm / 体重66kg / 武器：ランタン
ルグによって眠らされ、223年後（リコレクション編の時間軸）に目覚めたバルド本人。イクス一行からは「バルドの偽者」「バルドそっくりの男」と呼ばれている。
数十年前に当時のギムレイ辺境伯（リワンナの先祖）とヘイズによって保護されたが、その時から外見が変化していない。
エルナト・ペルシャ / ルグ
女性 / 13歳（外見） / 身長149cm / 体重40kg / 武器：大剣
声 - 和多田美咲、長久友紀（本来の姿）
コダマの先輩である死神騎士で、小柄な女性。タナトス隊の隊長を務める。正体はバロールの鏡精「ルグ」。過去を改変して未来を救うコダマ達のやり方に反発しており、アグラードと共に対立する。

### 重要キャラクター
ガロウズ・アウトソロウ (Garows Outsorrow)
声 - 花輪英司
男性 / 30歳 / 身長180cm / 体重72kg
セールンド王宮付の魔鏡技師。実家は商人だった。魔鏡戦争で家族と恋人、左腕を失い、魔鏡義手にしている。
ミラージュプリズン編では鏡殻変動の日以降、行方不明になっていたが、2部4章にて、アスガルド帝国に囚われの身となっていた事が判明。その後、帝国に潜入したシンクによって救出され、救世軍やゼロス、クラトス陣営と共に行動している。
ゲフィオン (Gefion)
声 - 山口由里子
女性 / 37歳 / 身長164cm / 体重49kg
セールンドの宰相で、鏡士。仮面とフードで顔を隠している。宰相になる前の経歴は不明。
その正体はオリジナルの「ミリーナ・ヴァイス」で、素顔はミリーナと瓜二つ。
本編より前の時代に、自分の魂と記憶の一部を「ゲフィオンのカーリャ」に移しており、フェアリーズレクイエム編では彼女を探す事も目的となる。
デミトリアス (Demetrius)
声 - 橋詰知久
男性 / 34歳 / 身長184cm / 体重70kg
プロローグより存在は示されていたが、本格的な登場は1部7章「大晶霊と二つの世界」。
セールンドの国王。アニマ汚染により病弱の身で、政務の大半をゲフィオンに任せている。魔鏡に関して詳しい知識を持つ。
ミラージュプリズン編では、アスガルド帝国を復活させ、自ら皇帝に即位し、ミリーナを指名手配する。この目的の為にファントムとフィリップを利用していた。
ルドガーやエル、ユリウスらクルスニク一族のアニマに刻まれた「分史」及びソーディアンやスパーダの前世であるデュランダル等の「生命を持つ武器」に興味を示しており、また、ダーナの予言にも深く傾倒している。
魔鏡戦争終戦後に人質として連れて来られたメルクリアを、義理の娘として引き取って育てており、メルクリアからは「義父上」と慕われている。
アニマ汚染の影響で実年齢より見た目がかなり老けているが、2部終章でマクスウェルとクロノスの力を利用して元の若々しい姿となった。なお、この治療法を使った際の副作用で人格面に異常が出ている可能性が4部4章「鏡精の想い」で判明。
3部3章「契約と新たな力の目覚め」で判明した真の目的は「ニーベルングの復活」。異世界からのアニマと鏡映点を利用し、ティル・ナ・ノーグを救う為に、あえてティル・ナ・ノーグを捨て、ニーベルングへの回帰を狙う。
ファントム (Phantom)
声 - 阿部敦
男性
1部8章前編「四英雄と神の眼の世界 ～さらわれた鏡士～」より登場。
救世軍幹部で事実上のリーダー。魔鏡術や光魔の召喚を行う。マークからは「リーパ」と呼ばれている。
その正体は、フィルを瓜二つに具現化した2人目のフィリップ。当初はフードで全身を覆っていたが、1部11章で素顔が判明。
具現化された際の自震でアニマとアニムスにダメージを受けた為に、フィリップの制御化を離れ、暴走を始める。
終章後編で「自分とミリーナの為の理想の新世界を創る」という目的達成の為にそれを邪魔するイクス一行に立ちはだかるも敗れ、そこに現れたジュニアが発動した魔鏡術「アニマ・デコード」でフィリップとのアニマ結合を解除され、倒された。
だが、その後アスガルド帝国によって意思が殆どない状態で生かされていた事が判明。帝国が造ったカレイドスコープを隠す為の仮想鏡界維持の為に、特殊な装置により眠らされていたが、バルドの精神を移す際の一悶着でラムダが宿り、自分に過酷な実験をしたティル・ナ・ノーグを滅ぼそうと暴れる。だが、アスベル達に敗れ、逆にラムダの生命力を利用して自我を回復し表出しようとするも、ラムダが憑依先をアスベルに変えた事で阻止され、そこに駆け付けたバルドの精神の新たな憑依先となった。
ジュニア (Junior)
声 - 阿部敦
男性 / 15歳（外見年齢）
1部13章「裏切りと真実の行方」より登場。
オリジナルの「フィリップ・ビクエ・レストン」によって、ファントムの暴走を止める為に生み出された、もう一人の過去のフィリップで3人目にあたる。
メルクリアが「ファントム含めフィリップが3人いるから紛らわしい」と思った為、オリジナルのフィリップとの区別をつける為に「ジュニア」と名付けられた。
ミラージュプリズン編では、何らかの事情によりメルクリアの元から離れられなくなっているが、これはファントムを器に展開している仮想鏡界維持の為と判明。一方で、特殊な魔鏡を使ってフィリップとリンクし彼を通じてミリーナ一行の情報を得る等、ローゲに半ば脅される形でスパイ紛いの行為を働いていたが、終盤でフィリップに見破られて魔鏡を破壊された。
セシリィ (Cecily)
声 - 津田美波
女性
2部3章「狙われる青年と幼き少女」より登場。
ガロウズの弟子である魔鏡技師の少女。彼の事は「ボス」と呼ぶ。
アスガルド帝国に誘拐されてセールンドに連行され、特異鏡映点亜種の特殊なアニマ及び精霊クロノスの力、即ち「骸殻」の調査を命じられていたが、ルドガー達により救出され、一行に加わる。
ビフレストの魔鏡技術について非常に詳しいが、彼女に魔鏡技術の基礎しかまだ教えていないガロウズはそれに驚いていた。
元々はゲフィオンによってメルクリアの遊び相手として呼び出されたが、ガロウズに魔鏡技師として認められたい事への焦りから、自らリビングドール化を志願。魔鏡戦争で命を落としたシドニー・ミラーの心核を入れられ、リビングドール化された。セシリィ本人の心核は、アスガルド帝国に保存されていたが、2部終章で取り戻し、3部2章で元の人格を取り戻して目覚める。
その後はイクス一行の下で活動していたが、4部3章「炎を燃やす瞳」で救世軍に移る。
チーグル (Chiguru)
男性
2部1章「黒衣の鏡士と眼帯の鏡精」より登場。
メルクリアに仕えており、自身を「高貴な北方の虎」と称する。本名は「トルステン・ドンナー」で、「ビフレストの黒き虎」の異名を持つビフレストの貴族にして皇族に仕える騎士だったが、魔鏡戦争でセールンドに敗れ死を迎えた点から自身を幼名の「チーグル」と称している。
リチャードの体を器としていたが、3部7章で、グラスティンとデミトリアスの策により、エフィネア領の領主たるリビングドールβにする為にメルクリアと引き離されてしまう。3部8章でその話を聞きつけたイクス一行に捕まり、様々な事を知って成長したメルクリアを慮って自らリチャードに肉体を返還。リチャードの体から分離した彼の精神は疑似心核に移された。
シドニー・ミラー (Sidney Mirror)
声 - 長久友紀
女性
2部3章「狙われる青年と幼き少女」より登場。
ビフレスト皇国魔鏡庁の正階鏡士で、ガロウズとはかつて結婚を誓い合った恋人だった。しかし魔鏡戦争の際、ガロウズとの関係からスパイと疑われて最前線に送られ、戦死。ガロウズは彼女を助けようとしたが及ばず、左腕を失った。
現在はセシリィの体を器としたリビングドールとなっている。
2部終章で、イクス救出の為に、イクスと入れ替わるように魔鏡結晶内のゲフィオンとキメラ結合し、セシリィの体を残して、イクスと同じように死の砂嵐を自らの身で封じ込めた。
ローゲ (Loge)
男性
2部8章「争乱に抗う少年と苦境に立ち向かうソーマ使い」より登場。
ビフレスト皇国の有能な臣下であり、獲物を粘り強く追う性格。
現在はウォーデンやバルド同様魔鏡戦争で命を落として魂だけの状態となっており、バルバトスの体を利用したリビングドールとなっている。
生前からバルドに対して恨みを抱いており、彼が帝国を裏切って何かを企てていると疑っている。
3部5章でミリーナ達の作戦により、バルバトスの心核が戻され、ローゲの心核は人工心核に移された。
グラスティン・ライサンダー (Glasstin Lysander)
声 - 岩田光央
3部4章「精霊の主とマクスウェルの残滓」より登場。帝国の幹部の一人で、デミトリアスが雇った魔鏡学者。
デミトリアスやフィル、ゲフィオンの学友だが、現在はアニマ汚染で醜くなった己の姿を嫌っており、白いローブで顔を隠している。3部8章で素顔を見せる。白髪に痩せこけた体、上半身の大半を覆う不気味なデザインの入れ墨、手には黒の鋭い爪、舌にはピアスと、かなり常軌を逸した姿をしている。
黒髪（染料によるものは対象外）やフィルに似た雰囲気を持つ人物に対してかなり危険な嗜好をしており、自分が気に入った人物を標本としてコレクションしようとする。
精霊クロノスの精霊装を使用しており、並大抵のダメージはすぐに回復する。
リベラ (Libera)
3部7章「鮮血と聖焔」より登場。グラスティンがフォミクリーを利用して作り出した「8番目」のイオンのレプリカ。
オールドラント領の領主とする為に生まれてすぐにリビングドールβにされたが、それを知った導師のイオンからの連絡を受けたイクス一行によって保護され、疑似心核と本物の心核が交換された。
当初は名前がなかったが、3部9章「絆のスピリア」にて、アニスによって「リベラ（古代イスパニア語で「自由」を意味する）」と名付けられる。
モリアン (Morrighan)
3部14章「復活の焔」より登場。メルクリアがルキウスを人質にしたグラスティンに脅されて生み出した鏡精。
生み出されてすぐに、ビフレスト具現化を図ったグラスティンによって殺され、キラル分子に変えられてしまった。更にその際、メルクリアとのリンクが切られていなかった為、メルクリアの精神が大きなダメージを受けてしまった。
しかし、3部15章「死と生を告げる音」で死鏡精となって復活。自分とメルクリアを守れなかった世界を消す為、メルクリアの体に憑依して復讐を開始する。
アグラード・アルデバラン
声 - 松田健一郎
リコレクション編より登場。大柄な男性の死神騎士で死神騎士の中でも高い地位にある。

### その他のキャラクター
アイフリード
シリーズの様々な作品に登場する人物。本作では、大海賊及びオーデンセを救った英雄としてティル・ナ・ノーグ中世史に名を残しており、ヨウ＝ビクエの迷宮を作った初代「ビクエ」のヨーランドとは幼馴染だった。
召喚士としての素養もあり、いつか訪れるティル・ナ・ノーグの滅びの危機の際、ヨーランドに力を貸して貰う為に、彼らの封印を行った。
イフリート
ティル・ナ・ノーグの七大精霊の一人で、炎の精霊。姿は『テイルズ オブ エクシリア』準拠。
ウンディーネ
ティル・ナ・ノーグの七大精霊の一人で、水の精霊。姿は『エクシリア』準拠。
シルフ
ティル・ナ・ノーグの七大精霊の一人で、風の精霊。姿は『エクシリア』準拠。
ノーム
ティル・ナ・ノーグの七大精霊の一人で、地の精霊。姿は『エクシリア』準拠。
ヴェリウス
ティル・ナ・ノーグの精霊の一人で、心の精霊。
ダーナの心核の楔となってティル・ナ・ノーグを支えていた時の分史ミラを守護していた。
アスカ
ティル・ナ・ノーグの七大精霊の一人で、光の精霊。姿は『エクシリア2』準拠。
一時的に心核の状態で、イクス一行が保有していた。
シャドウ
ティル・ナ・ノーグの七大精霊の一人で、闇の精霊。姿は『シンフォニア』準拠。
レム
ティル・ナ・ノーグの精霊の一人で、雷の精霊。姿は『エターニア』準拠。
ヴォルト
ティル・ナ・ノーグの精霊の一人で、雷の精霊。姿は『ファンタジア』『エターニア』準拠。
クロノス
ティル・ナ・ノーグの精霊の一人で、時の精霊。
現在は心核の状態で、アスガルド帝国が保有しており、グラスティンが精霊装として利用している。
ローレライ
ティル・ナ・ノーグの精霊の一人で、音の精霊。
時の精霊に似た性質を有している。ジョニーはこの精霊の力を引き出す力があるとして、実験に酷使されていた。
原作の『ジ アビス』同様、ルークとアッシュ及びイオンに干渉する事ができる。
マーテル
ティル・ナ・ノーグの精霊の一人で、世界樹の精霊。
しかし、アセリア領の世界樹（世界樹ユグドラシル）に宿る『ファンタジア』での精霊マーテルは具現化後に姿を消しており、テセアラ領の世界樹（大樹カーラーン）に宿る『シンフォニア』での精霊マーテルはアスガルド帝国が2度具現化を図ったものの失敗、古代英雄のマーテルと融合する前の歴代の神子達の魂が具現化されていた。
現在はアセリアの世界樹の精霊マーテルが姿を見せた際に融合する為に、歴代神子達の魂は古代英雄のマーテルの中で眠りについている。
プルート
魔界の王。ティル・ナ・ノーグではエンコードにより精霊として扱われている。姿はPS版『ファンタジア』準拠。
ヴァルキリー
とある坑道に存在する戦槍グーングニルを守護していた存在。グーングニルを求めたクレスの力を認め、彼にグーングニルの使用を許可する。
オリジン
ティル・ナ・ノーグの七大精霊の一人で、根源の精霊。
4部3章「炎を燃やす瞳」で、オリジンを出現させるにはナーザ、ダーナ、バロールの三柱の神と、彼らの力を宿す「器」となるティル・ナ・ノーグのアイフリードの性質を持つ者、即ち具現化元の世界でのアイフリードの関係者である鏡映点がいなければならない事が判明。
マクスウェル
ティル・ナ・ノーグの精霊で、虹の橋の守護者。
2部9章「蒼き力を身に纏いし導師」の時点で、ダーナの声を聴く為に目覚めさせようとした帝国の失敗によって既に殺されており、帝国は代わりに『エクシリア2』に登場する分史世界のミラを「空のマクスウェル」として具現化。ティル・ナ・ノーグのマクスウェルの残滓と彼女をキメラ結合させ、新たなマクスウェルを生み出そうとした。
ダーナ
太陽神と呼ばれるティル・ナ・ノーグの女神。イフリートに魔鏡の危険性について警告を発する。
太古の時代に「魔鏡と鏡精によるティル・ナ・ノーグの滅び」を予言、その救済の為にダーナの巫女であるヨーランドと精霊達を眠りにつかせた。
元はニーベルングで暮らしていた人間であり、鏡士であった。いわば「人神」である為、心核を持つ。心核は精霊の封印地に安置されており、ティル・ナ・ノーグの存在を支えている。だが、ミラージュプリズン編終盤でデミトリアスが精霊の封印地を訪れた際に心核が破損。フェアリーズレクイエム編では、結晶に封印された分史ミラが心核の代わりとして世界を支えていた。
ルック
声 - 小野将夢
男性
元救世軍兵士。フェアリーズレクイエム編では、マーク率いる新生救世軍の一員となる。マークの依頼でカノンノ・イアハートを一時的に保護していた。
フェアリーズレクイエム編7章までに起きた戦いで片足を失っている。
サンタクロース
男性
ヨーランドのすぐ後の時代に活躍した伝説の鏡士で、本名は「サンタ・ビクエ・クロース」。
優しい性格で、恵まれない子供達に、おもちゃ等を具現化してプレゼントしていた。ティル・ナ・ノーグにおけるクリスマスは、彼の誕生日でもある。
バレンタイン
古代に活躍した鏡士。鏡士の自由恋愛が禁止されていた時代に愛し合った二人の鏡士を守って戦った。ティル・ナ・ノーグにおけるバレンタインは、その功績を称えて作られた記念日。
クレフェルト
コロセウムの町長。生活費を稼ごうとして体力がボロボロになっていたジーニアスとプレセアを一時的に保護し、孫のように可愛がった。
妻帯者で、妻は『シンフォニア』に登場するマーブルに少し似ている。
エルダ
ビフレスト皇后で、ウォーデンとメルクリアの母。
魔鏡戦争で、ビフレストが滅び、セールンドへメルクリアと共に人質として送られて間もなく、死の砂嵐を察知。「セールンドへの呪い、天罰」だとして、それが成就するようにメルクリアと自身の命を捧げようと自害を図る。メルクリアは助かったが、彼女は命を落とした。
ワイズマン
余剰次元アークの長であるアーキタイプ。高次元生命体の長として様々な力を行使する。

### シリーズキャラクター
本作では、元いた世界から具現化の術によりアニマをコピーされて、その写し身がティル・ナ・ノーグに転移した存在。詳細は各作品の項目を参照。なお、記載は各作品の販売・配信日順とする。

#### テイルズ オブ ファンタジア
| 名前                     | 声         | 登場・加入時期 | 備考             |
| ------------------------ | ---------- | --- | ---------------- |
| クレス・アルベイン       | 草尾毅     | 11章「歴史と伝説の世界」                                                                                           |                  |
| ミント・アドネード       | 岩男潤子   | イベント「FIGHTING OF THE SPIRIT 〜火の章〜」                                                                      |                  |
| チェスター・バークライト | 伊藤健太郎 | 登場：9章後編「二人の神子とマナの世界 〜世界の行く末〜」 加入：11章「歴史と伝説の世界」                            |                  |
| アーチェ・クライン       | かないみか | イベント「FIGHTING OF THE SPIRIT 〜火の章〜」                                                                      |                  |
| クラース・F・レスター    | 井上和彦   | 登場：イベント「FIGHTING OF THE SPIRIT 〜火の章〜」 加入：イベント「FIGHTING OF THE SPIRIT 〜地の章〜」            |                  |
| 藤林すず                 | 川田妙子   | イベント「ティル・ナ・ノーグ 忍法帖」                                                                              |                  |
| アミィ・バークライト     | 根谷美智子 | 終章前編「嘘と真実 〜偽りの世界〜」                                                                                | NPC              |
| エドワード・D・モリスン  | 井上和彦   | 登場：フェアリーズレクイエム編終章前編「亡国の主 呪い断つ銀腕」（名前のみ） 加入：イベント「甦る魔術師と冥府の主」 |                  |
| ダオス                   | 森川智之   | 登場：フェアリーズレクイエム編2章「世界の綻びを結ぶ精霊」（名前のみ） 加入：イベント「ダオス攻略戦」               | 強敵キャラクター |
| ルーングロム             | -          | フェアリーズレクイエム編終章前編「亡国の主 呪い断つ銀腕」（名前のみ）                                              | NPC              |

#### テイルズ オブ デスティニー
| 名前                       | 声                | 登場・加入時期 | 備考                                              |
| -------------------------- | ----------------- | --- | ------------------------------------------------- |
| スタン・エルロン           | 関智一            | 8章前編「四英雄と神の眼の世界 〜さらわれた鏡士〜」                                                                 |                                                   |
| ルーティ・カトレット       | 今井由香 小松由佳 | 6章「四英雄と神の眼の世界」                                                                                        | 2019年6月のイベントより、声優変更（ボイス切替可） |
| リオン・マグナス           | 緑川光            | 登場：6章「四英雄と神の眼の世界」 加入：8章後編「四英雄と神の眼の世界 〜仲間との絆〜」                             |                                                   |
| フィリア・フィリス         | 井上喜久子        | イベント「夜空にきらめく花火」                                                                                     |                                                   |
| ウッドロウ・ケルヴィン     | 速水奨            | 登場：フェアリーズレクイエム編6章「巡り合う運命」 加入：イベント「夜空にきらめく花火」                             |                                                   |
| マリー・エージェント       | 天野由梨          | イベント「春を告ぐ復活祭」                                                                                         |                                                   |
| チェルシー・トーン         | 渡辺菜生子        | イベント「紅葉揺らす心慌意乱の狩猟対決」                                                                           |                                                   |
| ジョニー・シデン           | 山寺宏一          | 登場：終章前編「嘘と真実 〜偽りの世界〜」 加入：フェアリーズレクイエム編15章「死と生を告げる音」                   |                                                   |
| マイティ・コングマン       | 玄田哲章          | 登場：イベント「闘技場開催！白熱のドリームマッチ」 加入：イベント「春を告ぐ復活祭」                                |                                                   |
| リリス・エルロン           | 沢口千恵          | イベント「闘技場開催！白熱のドリームマッチ」                                                                       |                                                   |
| マリアン・フュステル       | 藤巻恵理子        | 7章「大晶霊と二つの世界」                                                                                          | NPC ルーム配置可能                                |
| ディムロス・ティンバー     | 置鮎龍太郎        | 登場：8章前編「四英雄と神の眼の世界 〜さらわれた鏡士〜 加入：イベント「ソーディアンマスター シャルティエの苦難」   |                                                   |
| アトワイト・エックス       | 宇和川恵美        | 登場：6章「四英雄と神の眼の世界」 加入：フェアリーズレクイエム編11章「鏡精の嘆き」                                 |                                                   |
| ピエール・ド・シャルティエ | 石川英郎          | 登場：8章前編「四英雄と神の眼の世界 〜さらわれた鏡士〜」 加入：イベント「ソーディアンマスター シャルティエの苦難」 |                                                   |
| ミクトラン                 | 堀川りょう        | イベント「ミクトラン攻略戦 天上の暴君」                                                                            | 強敵キャラクター                                  |
| ラヴィル・クレメンテ       | -                 | イベント「夜空にきらめく花火」                                                                                     | NPC                                               |
| イクティノス・マイナード   | 松野太紀          | イベント「夜空にきらめく花火」                                                                                     | NPC                                               |
| イレーヌ・レンブラント     | -                 | フェアリーズレクイエム編終章前編「亡国の主 呪い断つ銀腕」（名前のみ）                                              | NPC                                               |

#### テイルズ オブ エターニア
| 名前                 | 声         | 登場・加入時期                                                                                        | 備考 |
| -------------------- | ---------- | --- | ---- |
| リッド・ハーシェル   | 石田彰     | イベント「ウィスとオモチャの迷宮」                                                                    |      |
| ファラ・エルステッド | 皆口裕子   | イベント「ウィスとオモチャの迷宮」                                                                    |      |
| キール・ツァイベル   | 保志総一朗 | 7章「大晶霊と二つの世界」                                                                             |      |
| メルディ             | 南央美     | 7章「大晶霊と二つの世界」                                                                             |      |
| チャット             | 野田順子   | イベント「ティル・ナ・ノーグSUMMER アイフリードの宝」                                                 |      |
| フォッグ             | 江原正士   | 登場：ラストクレイドル編1章「回帰への嚆矢」 加入：イベント「領主・騎士救出作戦 仲間への変わらぬ想い」 |      |
| レイス               | 磯部弘     | 登場：ラストクレイドル編1章「回帰への嚆矢」 加入：イベント「領主・騎士救出作戦 仲間への変わらぬ想い」 |      |
| セルシウス           | 野田順子   | イベント「FIGHTING OF THE SPIRIT 〜氷の章〜」                                                         |      |
| シゼル               | 伊倉一恵   | イベント「永遠の愛 絆の奇跡」                                                                         |      |
| クィッキー           | 住友優子   | 7章「大晶霊と二つの世界」                                                                             | NPC  |

#### テイルズ オブ デスティニー2
| 名前                   | 声           | 登場・加入時期 | 備考             |
| ---------------------- | ------------ | --- | ---------------- |
| カイル・デュナミス     | 福山潤       | 登場：8章後編「四英雄と神の眼の世界 〜仲間との絆〜」 加入：イベント「運命が紡ぐ英雄譚」                                  |                  |
| リアラ                 | 柚木涼香     | 登場：8章後編「四英雄と神の眼の世界 〜仲間との絆〜」 加入：イベント「運命が紡ぐ英雄譚」                                  |                  |
| ロニ・デュナミス       | 関俊彦       | フェアリーズレクイエム編6章「巡り合う運命」                                                                              |                  |
| ジューダス             | 緑川光       | イベント「ティル・ナ・ノーグ ハロウィン」                                                                                |                  |
| ナナリー・フレッチ     | かかずゆみ   | フェアリーズレクイエム編6章「巡り合う運命」                                                                              |                  |
| ハロルド・ベルセリオス | 平松晶子     | 登場：フェアリーズレクイエム編1章「暗躍する黒き仮面の男」（名前のみ） 加入：フェアリーズレクイエム編12章「錯綜する思惑」 |                  |
| バルバトス・ゲーティア | 若本規夫     | イベント「攻略戦 バルバトス・ゲーティア」                                                                                | 強敵キャラクター |
| エルレイン             | 榊原良子     | 登場：フェアリーズレクイエム編1章「暗躍する黒き仮面の男」 加入：イベント「エルレイン攻略戦」                             |                  |
| カーレル・ベルセリオス | 飛田展男     | イベント「天地災来 -漆黒のソーディアン-」                                                                                |                  |
| リムル                 | ゆきのさつき | イベント「闘技場開催！白熱のドリームマッチ」                                                                             |                  |
| マグナディウエス       | 千葉一伸     | イベント「攻略戦マグナディウエス 闘神の余興」                                                                            | NPC              |

#### テイルズ オブ シンフォニア
| 名前                     | 声                  | 登場・加入時期                                                                                           | 備考             |
| ------------------------ | ------------------- | --- | ---------------- |
| ロイド・アーヴィング     | 小西克幸            | 9章前編「二人の神子とマナの世界 〜訪れる異変〜」                                                         |                  |
| コレット・ブルーネル     | 水樹奈々            | イベント「ティル・ナ・ノーグSUMMER〜奇跡の救世主とポチ太郎〜」                                           |                  |
| ジーニアス・セイジ       | 折笠愛              | イベント「闘技場復興大作戦 〜雪降る都市での出会い〜」                                                    |                  |
| リフィル・セイジ         | 冬馬由美            | 登場：9章前編「二人の神子とマナの世界 〜訪れる異変〜」 加入：13章「裏切りと真実の行方」                  |                  |
| ゼロス・ワイルダー       | 小野坂昌也          | 登場：13章「裏切りと真実の行方」 加入：ミラージュプリズン編6章「贖い生きる古代英雄と悔悛し惑う神子」     |                  |
| 藤林しいな               | 岡村明美            | イベント「ティル・ナ・ノーグ 忍法帖」                                                                    |                  |
| プレセア・コンバティール | 桑島法子            | イベント「闘技場復興大作戦 〜雪降る都市での出会い〜」                                                    |                  |
| リーガル・ブライアン     | 大塚明夫            | 登場：終章前編「嘘と真実 〜偽りの世界〜」 加入：イベント「領主・騎士救出作戦 この手に誓ったもの」        |                  |
| クラトス・アウリオン     | 立木文彦            | 登場：13章「裏切りと真実の行方」 加入：ミラージュプリズン編6章「贖い生きる古代英雄と悔悛し惑う神子」     |                  |
| ミトス・ユグドラシル     | 高山みなみ 田中秀幸 | 登場：9章前編「二人の神子とマナの世界 〜訪れる異変〜」 加入：イベント「攻略戦 ミトス・ユグドラシル」     | 強敵キャラクター |
| ユアン・カーフェイ       | 森川智之            | イベント「彷徨える大樹の精霊」                                                                           |                  |
| マーテル・ユグドラシル   | 渡辺美佐            | 登場：ミラージュプリズン編1章「黒衣の鏡士と眼帯の鏡精」（名前のみ） 加入：イベント「彷徨える大樹の精霊」 |                  |
| セレス・ワイルダー       | 今野宏美            | イベント「秘めたる想いを響かせて」                                                                       |                  |
| ノイシュ                 | 冬馬由美            | ミラージュプリズン編1章「黒衣の鏡士と眼帯の鏡精」（名前のみ）                                            | NPC              |

#### テイルズ オブ リバース
| 名前                     | 声         | 登場・加入時期 | 備考               |
| ------------------------ | ---------- | --- | ------------------ |
| ヴェイグ・リュングベル   | 檜山修之   | 登場：13章「裏切りと真実の行方」 加入：終章前編「嘘と真実 〜偽りの世界〜」                                               |                    |
| クレア・ベネット         | 安田未央   | 終章前編「嘘と真実 〜偽りの世界〜」                                                                                      | NPC ルーム配置可能 |
| マオ                     | 渡辺明乃   | イベント「想いよ響け カレギア音楽祭」                                                                                    |                    |
| ユージーン・ガラルド     | 石塚運昇   | イベント「想いよ響け カレギア音楽祭」                                                                                    |                    |
| アニー・バース           | 矢島晶子   | イベント「BRIDAL STORIES」                                                                                               |                    |
| ティトレイ・クロウ       | 山口勝平   | イベント「紅葉揺らす心慌意乱の狩猟対決」                                                                                 |                    |
| ヒルダ・ランブリング     | 大原さやか | 登場：ミラージュプリズン編5章「静かに燃える黒き狼」 加入：イベント「ティル・ナ・ノーグハロウィン〜バトルオアトリート〜」 |                    |
| アガーテ・リンドブロム   | 篠原恵美   | 登場：フェアリーズレクイエム編終章前編「亡国の主 呪い断つ銀腕」（名前のみ） 加入：イベント「再誕の絆」                   |                    |
| ミルハウスト・セルカーク | -          | フェアリーズレクイエム編終章前編「亡国の主 呪い断つ銀腕」（名前のみ）                                                    | NPC                |
| サレ                     | 菊池正美   | 登場：ミラージュプリズン編6章「贖い生きる古代英雄と悔悛し惑う神子」 加入：イベント「攻略戦サレ 嗜虐の嵐」                |                    |

#### テイルズ オブ レジェンディア
| 名前                   | 声         | 登場・加入時期                                                                                                | 備考               |
| ---------------------- | ---------- | --- | ------------------ |
| セネル・クーリッジ     | 鈴村健一   | 登場：13章「裏切りと真実の行方」 加入：終章前編「嘘と真実 〜偽りの世界〜」                                    |                    |
| シャーリィ・フェンネス | 広橋涼     | 登場：ミラージュプリズン編4章「憎悪を抱く仮面の少年」 加入：イベント「FIGHTING OF THE SPIRIT 〜水の章〜」     |                    |
| ウィル・レイナード     | 千葉進歩   | イベント「願いは星の川にのせて」                                                                              |                    |
| クロエ・ヴァレンス     | 浅野真澄   | イベント「FIGHTING OF THE SPIRIT 〜水の章〜」                                                                 |                    |
| ノーマ・ビアッティ     | 水橋かおり | イベント「ティル・ナ・ノーグハロウィン〜トリックオアトレジャー〜」                                            |                    |
| モーゼス・シャンドル   | 中井和哉   | ラストクレイドル編1章「回帰への嚆矢」                                                                         |                    |
| ジェイ                 | 白石涼子   | 登場：フェアリーズレクイエム編終章前編「亡国の主 呪い断つ銀腕」 加入：ラストクレイドル編1章「回帰への嚆矢」   |                    |
| グリューネ             | 川澄綾子   | イベント「時の紡ぎ手と虚ろなる導き手」                                                                        |                    |
| キュッポ               | 高橋美佳子 | イベント「FIGHTING OF THE SPIRIT 〜水の章〜」                                                                 | NPC ルーム配置可能 |
| ピッポ                 | -          | イベント「FIGHTING OF THE SPIRIT 〜水の章〜」                                                                 | NPC                |
| ポッポ                 | -          | イベント「FIGHTING OF THE SPIRIT 〜水の章〜」                                                                 | NPC                |
| ワルター・デルクェス   | 櫻井孝宏   | 登場：フェアリーズレクイエム編終章前編「亡国の主 呪い断つ銀腕」 加入：ラストクレイドル編8章「忌まわしき刻印」 |                    |
| マウリッツ・ウェルネス | -          | フェアリーズレクイエム編終章前編「亡国の主 呪い断つ銀腕」                                                     | NPC                |
| シュヴァルツ           | 川澄綾子   | 登場：イベント「時の紡ぎ手と虚ろなる導き手」 加入：イベント「第13弾 ザ レイズ オブ フェスティバル」           |                    |

#### テイルズ オブ ジ アビス
| 名前                           | 声           | 登場・加入時期 | 備考               |
| ------------------------------ | ------------ | --- | ------------------ |
| ルーク・フォン・ファブレ       | 鈴木千尋     | 3章「預言と音素の世界」 |                    |
| ティア・グランツ               | ゆかな       | イベント「ミュウの大冒険」 |                    |
| ジェイド・カーティス           | 子安武人     | 登場：3章「預言と音素の世界」 加入：イベント「ミュウの大冒険」                                                                 |                    |
| ガイ・セシル                   | 松本保典     | イベント「ティル・ナ・ノーグSUMMER〜奇跡の救世主とポチ太郎〜」                                                                 |                    |
| アニス・タトリン               | 桃井はるこ   | イベント「ティル・ナ・ノーグ バレンタイン 〜チョコに込めた想い〜」                                                             |                    |
| ナタリア・L・K・ランバルディア | 根谷美智子   | イベント「闘技場復興大作戦 テイルズオブステージ開幕!?」                                                                        |                    |
| アッシュ                       | 鈴木千尋     | イベント「闘技場復興大作戦 テイルズオブステージ開幕!?」                                                                        |                    |
| ミュウ                         | 丸山美紀     | イベント「ミュウの大冒険」 | NPC ルーム配置可能 |
| イオン                         | 大谷育江     | 登場：フェアリーズレクイエム編2章「世界の綻びを結ぶ精霊」（名前のみ） 加入：フェアリーズレクイエム編13章「決意秘める光の少年」 |                    |
| ヴァン・グランツ               | 中田譲治     | 登場：フェアリーズレクイエム編終章後編「亡国の主 未来掴む御手」（名前のみ） 加入：ラストクレイドル編10章「再起の協奏」         | 強敵キャラクター   |
| ディスト                       | 矢尾一樹     | 登場：9章後編「二人の神子とマナの世界 〜世界の行く末〜」 加入：イベント「攻略戦 ネビリム～在りし日の過ち～」                   |                    |
| シンク                         | 大谷育江     | 登場：ミラージュプリズン編1章「黒衣の鏡士と眼帯の鏡精」 加入：ミラージュプリズン編4章「憎悪を抱く仮面の少年」                  |                    |
| リグレット                     | 伊藤美紀     | イベント「深淵に奏でる旋律」                                                                                                   |                    |
| アリエッタ                     | ゆきのさつき | 登場：フェアリーズレクイエム編7章「鮮血と聖焔」 加入：イベント「深淵に奏でる旋律」                                             |                    |
| ピオニー・ウパラ・マルクト九世 | 山崎たくみ   | 登場：フェアリーズレクイエム編終章後編「亡国の主 未来掴む御手」（名前のみ） 加入：ラストクレイドル編10章「再起の協奏」         |                    |
| レプリカネビリム               | 鈴木麻里子   | イベント「攻略戦 ネビリム～在りし日の過ち～」                                                                                  | NPC                |

#### テイルズ オブ ザ テンペスト
| 名前                     | 声         | 登場・加入時期 | 備考 |
| ------------------------ | ---------- | --- | ---- |
| カイウス・クオールズ     | 高城元気   | 登場：13章「裏切りと真実の行方」 加入：ミラージュプリズン編8章「争乱に抗う少年と苦境に立ち向かうソーマ使い」                       |      |
| ルビア・ナトウィック     | 門脇舞衣   | 登場：ミラージュプリズン編2章「囚われの少年とさらわれた少女」 加入：イベント「ティル・ナ・ノーグ バレンタイン ありのままの気持ち」 |      |
| ティルキス・バローネ     | 山崎たくみ | 登場：フェアリーズレクイエム編6章「巡り合う運命」 加入：イベント「ティル・ナ・ノーグクリスマス 〜聖夜の贈り物〜」                  |      |
| フォレスト・ルドワウヤン | 乃村健次   | 登場：フェアリーズレクイエム編10章「目覚め」（名前のみ） 加入：イベント「領主・騎士救出作戦 魂と心の赴くままに」                   |      |
| アーリア・エクバーグ     | 荒木香恵   | 登場：フェアリーズレクイエム編10章「目覚め」 加入：イベント「ティル・ナ・ノーグクリスマス 〜聖夜の贈り物〜」                       |      |
| ルキウス・ブリッジス     | 斎賀みつき | 登場：ミラージュプリズン編2章「囚われの少年とさらわれた少女」 加入：イベント「魂を呼び覚ますオーケストラ」                         |      |
| ロミー                   | -          | ラストクレイドル編1章「回帰への嚆矢」（名前のみ）                                                                                  | NPC  |

#### テイルズ オブ ザ ワールド レディアント マイソロジー
| 名前             | 声       | 登場・加入時期                     | 備考 |
| ---------------- | -------- | ---------------------------------- | ---- |
| パスカ・カノンノ | 工藤晴香 | イベント「春の大感謝祭 in アーク」 |      |

#### テイルズ オブ イノセンス R
| 名前                   | 声           | 登場・加入時期 | 備考             |
| ---------------------- | ------------ | --- | ---------------- |
| ルカ・ミルダ           | 木村亜希子   | 登場：13章「裏切りと真実の行方」 加入：ミラージュプリズン編2章「囚われの少年とさらわれた少女」                                               |                  |
| イリア・アニーミ       | 笹本優子     | 登場：終章前編「嘘と真実 〜偽りの世界〜」 加入：ミラージュプリズン編2章「囚われの少年とさらわれた少女」                                      |                  |
| スパーダ・ベルフォルマ | うえだゆうじ | 登場：ミラージュプリズン編6章「贖い生きる古代英雄と悔悛し惑う神子」（名前のみ） 加入：ミラージュプリズン編10章「己の信条を胸に刻み進む騎士」 |                  |
| リカルド・ソルダート   | 平田広明     | イベント「異邦にてキズナ咲く」 |                  |
| アンジュ・セレーナ     | 名塚佳織     | イベント「秋の学園祭」 |                  |
| エルマーナ・ラルモ     | 松岡由貴     | イベント「領主・騎士救出作戦 魂と心の赴くままに」                                                                                            |                  |
| コンウェイ・タウ       | 野島健児     | イベント「ティル・ナ・ノーグ ハロウィン」 |                  |
| キュキュ・セレツネワ   | 藤田咲       | イベント「異邦にてキズナ咲く」 |                  |
| コーダ                 | -            | イベント「異邦にてキズナ咲く」 | NPC              |
| マティウス             | 田中敦子     | 登場：フェアリーズレクイエム編終章前編「亡国の主 呪い断つ銀腕」（名前のみ） 加入：イベント「うつろいゆく魂」                                 | 強敵キャラクター |
| ハスタ・エクステルミ   | 真殿光昭     | ミラージュプリズン編6章「贖い生きる古代英雄と悔悛し惑う神子」                                                                                | NPC              |
| チトセ・チャルマ       | -            | フェアリーズレクイエム編終章前編「亡国の主 呪い断つ銀腕」（名前のみ）                                                                        | NPC              |
| アスラ                 | -            | ラストクレイドル編19章「転生者の選択」 | NPC              |

#### テイルズ オブ シンフォニア -ラタトスクの騎士-
| 名前                 | 声       | 登場・加入時期 | 備考 |
| -------------------- | -------- | --- | ---- |
| エミル・キャスタニエ | 下野紘   | イベント「闘技場復興大作戦」 |      |
| マルタ・ルアルディ   | 釘宮理恵 | イベント「闘技場復興大作戦」 |      |
| リヒター・アーベント | 浜田賢二 | 登場：9章後編「二人の神子とマナの世界 〜世界の行く末〜」 加入：フェアリーズレクイエム編14章「復活の焔」                            |      |
| テネブラエ           | -        | フェアリーズレクイエム編1章「暗躍する黒き仮面の男」                                                                                | NPC  |
| アステル・レイカー   | 下野紘   | ミラージュプリズン編1章「黒衣の鏡士と眼帯の鏡精」（名前のみ）                                                                      | NPC  |
| デクス               | 陶山章央 | 登場：フェアリーズレクイエム編2章「世界の綻びを結ぶ精霊」 加入：イベント「ティル・ナ・ノーグ バレンタイン ～下僕とチョコレート～」 |      |
| アリス               | 金月真美 | イベント「ティル・ナ・ノーグ バレンタイン ～下僕とチョコレート～」                                                                 |      |
| ブルート・ルアルディ | -        | ラストクレイドル編1章「回帰への嚆矢」（名前のみ）                                                                                  | NPC  |

#### テイルズ オブ ヴェスペリア
| 名前                                 | 声         | 登場・加入時期 | 備考             |
| ------------------------------------ | ---------- | --- | ---------------- |
| ユーリ・ローウェル                   | 鳥海浩輔   | 1章「結界と魔導器の世界」                                                                                                   |                  |
| エステリーゼ・シデス・ヒュラッセイン | 中原麻衣   | イベント「お正月だよ! 凛々の明星」                                                                                          |                  |
| フレン・シーフォ                     | 宮野真守   | 登場：終章前編「嘘と真実 〜偽りの世界〜」（名前のみ） 加入：ミラージュプリズン編終章「正義の鼓動を持つ騎士 終わりと始まり」 |                  |
| ラピード                             | 石井真     | 1章「結界と魔導器の世界」                                                                                                   |                  |
| カロル・カペル                       | 渡辺久美子 | イベント「お正月だよ! 凛々の明星」                                                                                          |                  |
| リタ・モルディオ                     | 森永理科   | イベント「歪みのカレイドスコープ」                                                                                          |                  |
| レイヴン                             | 竹本英史   | イベント「歪みのカレイドスコープ」                                                                                          |                  |
| ジュディス                           | 久川綾     | イベント「ティル・ナ・ノーグクリスマス 〜聖夜にまたたく凛々の明星 月下編〜」                                                |                  |
| パティ・フルール                     | 斎藤千和   | 登場：イベント「攻略戦 デューク・バンタレイ」 加入：イベント「ティル・ナ・ノーグSUMMER アイフリードの宝」                   |                  |
| デューク・バンタレイ                 | 小山力也   | イベント「攻略戦 デューク・バンタレイ」                                                                                     | 強敵キャラクター |
| アレクセイ・ディノイア               | 小杉十郎太 | 登場：フェアリーズレクイエム編14章「復活の焔」（名前のみ） 加入：イベント「虚空に滲む矮星」                                 |                  |
| イエガー                             | 岩田光央   | 登場：ラストクレイドル編1章「回帰への嚆矢」（名前のみ） 加入：ラストクレイドル編9章「喧騒に蠢く影」                         |                  |
| ゴーシュ                             | 新井里美   | ラストクレイドル編9章「喧騒に蠢く影」                                                                                       |                  |
| ドロワット                           | 長沢美樹   | ラストクレイドル編9章「喧騒に蠢く影」                                                                                       |                  |
| バウル                               | -          | イベント「ティル・ナ・ノーグクリスマス 〜聖夜にまたたく凛々の明星 月下編〜」                                                | NPC              |

#### テイルズ オブ ハーツ R
| 名前                     | 声         | 登場・加入時期 | 備考             |
| ------------------------ | ---------- | --- | ---------------- |
| シング・メテオライト     | 柿原徹也   | 登場：13章「裏切りと真実の行方」 加入：ミラージュプリズン編8章「争乱に抗う少年と苦境に立ち向かうソーマ使い」            |                  |
| コハク・ハーツ           | 井上麻里奈 | 登場：ミラージュプリズン編4章「憎悪を抱く仮面の少年」 加入：イベント「FIGHTING OF THE SPIRIT 〜風の章〜」               |                  |
| ヒスイ・ハーツ           | 松風雅也   | イベント「FIGHTING OF THE SPIRIT 〜風の章〜」                                                                           |                  |
| イネス・ローレンツ       | 伊藤静     | イベント「絢爛ナイトプールは危険な香り!?～イネス社長の華麗なる計略～」                                                  |                  |
| ベリル・ベニト           | 千葉紗子   | イベント「秋の学園祭」                                                                                                  |                  |
| クンツァイト             | 郷田ほづみ | 登場：フェアリーズレクイエム編6章「巡り合う運命」（名前のみ） 加入：フェアリーズレクイエム編9章「絆のスピリア」         |                  |
| カルセドニー・アーカム   | 神谷浩史   | 登場：ラストクレイドル編1章「回帰への嚆矢」（名前のみ） 加入：イベント「領主・騎士救出作戦 魂と心の赴くままに」         |                  |
| ガラド・グリナス         | 石川英郎   | イベント「領主・騎士救出作戦 魂と心の赴くままに」                                                                       |                  |
| リチア・スポデューン     | 清水香里   | 登場：フェアリーズレクイエム編2章「世界の綻びを結ぶ精霊」（名前のみ） 加入：フェアリーズレクイエム編9章「絆のスピリア」 |                  |
| クリード・グラファイト   | 三木眞一郎 | 登場：イベント「眠れる真実」 加入：イベント「攻略戦 クリード」                                                          | 強敵キャラクター |
| インカローズ             | 皆川純子   | イベント「忘却の紅き機械人」                                                                                            |                  |
| パライバ・マリン・ド・レ | -          | ラストクレイドル編1章「回帰への嚆矢」（名前のみ）                                                                       | NPC              |
| フローラ・スポデューン   | -          | イベント「攻略戦 クリード」                                                                                             | NPC              |

#### テイルズ オブ ザ ワールド レディアント マイソロジー2
| 名前                 | 声         | 登場・加入時期                                                    | 備考 |
| -------------------- | ---------- | ----------------------------------------------------------------- | ---- |
| カノンノ・イアハート | 伊藤かな恵 | 登場：12章「混沌と煌めきの道標」 加入：13章「裏切りと真実の行方」 |      |

#### テイルズ オブ グレイセス f
| 名前                     | 声         | 登場・加入時期                                                                                              | 備考 |
| ------------------------ | ---------- | --- | ---- |
| アスベル・ラント         | 櫻井孝宏   | イベント「戦慄!ティル・ナ・ノーグ七不思議」                                                                 |      |
| ソフィ                   | 花澤香菜   | 2章「大煇石と原素の世界」                                                                                   |      |
| ヒューバート・オズウェル | 水島大宙   | イベント「がんばれヒューバート 〜初めてのフレグランス作り〜」                                               |      |
| シェリア・バーンズ       | 河原木志穂 | イベント「戦慄!ティル・ナ・ノーグ七不思議」                                                                 |      |
| パスカル                 | 植田佳奈   | イベント「がんばれヒューバート 〜初めてのフレグランス作り〜」                                               |      |
| リチャード               | 浪川大輔   | 登場：ミラージュプリズン編1章「黒衣の鏡士と眼帯の鏡精」 加入：フェアリーズレクイエム編8章「友情の誓い」     |      |
| マリク・シザース         | 東地宏樹   | 登場：フェアリーズレクイエム編7章「鮮血と聖焔」（名前のみ） 加入：フェアリーズレクイエム編8章「友情の誓い」 |      |
| ラムダ                   | 中原茂     | ミラージュプリズン編5章「静かに燃える黒き狼」（名前のみ）                                                   | NPC  |
| リトルクイーン           | 南條愛乃   | 登場：イベント「攻略戦 リトルクイーン ～星の子供たち～」 加入：イベント「攻略戦 リトルクイーン」            |      |
| カーツ・ベッセル         | -          | フェアリーズレクイエム編終章前編「亡国の主 呪い断つ銀腕」（名前のみ）                                       | NPC  |
| ヴィクトリア             | -          | フェアリーズレクイエム編終章前編「亡国の主 呪い断つ銀腕」（名前のみ）                                       | NPC  |

#### テイルズ オブ ファンタジア なりきりダンジョンX
| 名前                              | 声         | 登場・加入時期                                               | 備考                                                                           |
| --------------------------------- | ---------- | ------------------------------------------------------------ | ------------------------------------------------------------------------------ |
| ディオ                            | 斎賀みつき | イベント「双星一夜物語 ～砂漠の夜の大騒動～」                |                                                                                |
| メル                              | 阿澄佳奈   | イベント「双星一夜物語 ～砂漠の夜の大騒動～」                |                                                                                |
| クルール                          | 伊藤美紀   | イベント「BOSSチャレンジ」                                   | かめにんショップでの消費プリズム数に応じて貯まる「お得意様ゲージ」満タンで加入 |
| ロンドリーネ・E・エッフェンベルグ | 喜多村英梨 | VALKYRIE ANATOMIA -THE ORIGIN-コラボイベント「美しき戦乙女」 |                                                                                |

#### テイルズ オブ ザ ワールド レディアント マイソロジー3
| 名前                   | 声       | 登場・加入時期                                                         | 備考             |
| ---------------------- | -------- | ---------------------------------------------------------------------- | ---------------- |
| カノンノ・グラスバレー | 平野綾   | イベント「お月見ライブ in ティル・ナ・ノーグ」                         |                  |
| ラザリス               | 佐藤聡美 | 登場：イベント「ラザリスとカノンノ」 加入：イベント「攻略戦 ラザリス」 | 強敵キャラクター |
| オリジナル・カノンノ   | -        | イベント「ラザリスとカノンノ」                                         | NPC              |

#### テイルズ オブ エクシリア
| 名前                    | 声         | 登場・加入時期                                                                                              | 備考 |
| ----------------------- | ---------- | --- | ---- |
| ジュード・マティス      | 代永翼     | 5章「人と精霊の世界」                                                                                       |      |
| ミラ＝マクスウェル      | 沢城みゆき | イベント「精霊の主とゆかいな仲間たち」                                                                      |      |
| アルヴィン              | 杉田智和   | 登場：11章「歴史と伝説の世界」 加入：イベント「ティル・ナ・ノーグ ホワイトデー 砂糖菓子の恩義は裏切れない」 |      |
| エリーゼ・ルタス        | 堀中優希   | イベント「精霊の主とゆかいな仲間たち」                                                                      |      |
| ローエン・J・イルベルト | 麦人       | 登場：終章前編「嘘と真実 〜偽りの世界〜」 加入：イベント「ティル・ナ・ノーグ ホワイトデー ベストプラン」    |      |
| レイア・ロランド        | 早見沙織   | アイドルマスター ステラステージコラボイベント「アイドルマスター ステラステージコラボ 目指せ伝説のステージ」 |      |
| ティポ                  | 池澤春菜   | イベント「精霊の主とゆかいな仲間たち」                                                                      | NPC  |
| アグリア                | 坂本真綾   | イベント「Seaside Mirage」                                                                                  |      |
| ウィンガル              | -          | ラストクレイドル編1章「回帰への嚆矢」（名前のみ）                                                           | NPC  |
| プレザ                  | -          | ラストクレイドル編1章「回帰への嚆矢」（名前のみ）                                                           | NPC  |

#### テイルズ オブ エクシリア2
| 名前                         | 声           | 登場・加入時期 | 備考             |
| ---------------------------- | ------------ | --- | ---------------- |
| ルドガー・ウィル・クルスニク | 近藤隆       | イベント「ティル・ナ・ノーグクリスマス クルスニク家の聖夜」                                                                |                  |
| エル・メル・マータ           | 伊瀬茉莉也   | イベント「ティル・ナ・ノーグクリスマス クルスニク家の聖夜」                                                                | NPC              |
| ルル                         | 池澤春菜     | イベント「ティル・ナ・ノーグクリスマス クルスニク家の聖夜」                                                                | NPC              |
| ユリウス・ウィル・クルスニク | 大川透       | イベント「ティル・ナ・ノーグクリスマス クルスニク家の聖夜」                                                                |                  |
| ミラ                         | 沢城みゆき   | 登場：ミラージュプリズン編8章「争乱に抗う少年と苦境に立ち向かうソーマ使い」 加入：フェアリーズレクイエム編10章「目覚め」   |                  |
| ガイアス                     | 置鮎龍太郎   | イベント「ティル・ナ・ノーグSUMMER 〜ひと夏の思い出〜」                                                                    |                  |
| ミュゼ                       | 真田アサミ   | イベント「ティル・ナ・ノーグSUMMER 〜ひと夏の思い出〜」                                                                    |                  |
| イバル                       | 森久保祥太郎 | イベント「ティル・ナ・ノーグクリスマス イバルの極秘ミッション」                                                            |                  |
| ヴィクトル                   | 近藤隆       | 登場：ミラージュプリズン編11章「迷いなき眼光へ命の叫びを宿す者」 加入：フェアリーズレクイエム編1章「暗躍する黒き仮面の男」 | 強敵キャラクター |
| ビズリー・カルシ・バクー     | 磯部勉       | イベント「黒歪のフマニタス」                                                                                               | 強敵キャラクター |

#### テイルズ オブ リンク
| 名前     | 声         | 登場・加入時期                                                                                       | 備考                                                                           |
| -------- | ---------- | --- | ------------------------------------------------------------------------------ |
| アレン   | 小野友樹   | 登場：イベント「EX-clipse スクールライブinアーク」 加入：イベント「Journey of link―今日も記念日！―」 |                                                                                |
| サラ     | 三上枝織   | イベント「EX-clipse スクールライブinアーク」                                                         |                                                                                |
| リッピ   | 野中藍     | イベント「EX-clipse スクールライブinアーク」                                                         | かめにんショップでの消費プリズム数に応じて貯まる「お得意様ゲージ」満タンで加入 |
| ゼファー | 中村悠一   | 登場：イベント「EX-clipse スクールライブinアーク」 加入：イベント「Journey of link―今日も記念日！―」 |                                                                                |
| カナ     | 瀬戸麻沙美 | 登場：イベント「EX-clipse スクールライブinアーク」 加入：イベント「春の大感謝祭 in アーク」          |                                                                                |
| シーザ   | -          | イベント「BEAT LINKS -未来キセキ-」                                                                  | NPC                                                                            |
| レオーネ | -          | イベント「BEAT LINKS -未来キセキ-」                                                                  | NPC                                                                            |

#### テイルズ オブ アスタリア
| 名前     | 声         | 登場・加入時期                                               | 備考 |
| -------- | ---------- | ------------------------------------------------------------ | ---- |
| オリエ   | 青木瑠璃子 | イベント「Welcome to ティルグランド ―異世界から来た案内人―」 |      |
| エル     | 伊瀬茉莉也 | イベント「宿命超えし星の物語」                               |      |
| ティルグ | 増谷康紀   | イベント「Welcome to ティルグランド! ―光と星のパレード―」    | NPC  |

#### テイルズ オブ ゼスティリア
| 名前                   | 声         | 登場・加入時期                                                                                             | 備考                                                                           |
| ---------------------- | ---------- | --- | ------------------------------------------------------------------------------ |
| スレイ                 | 木村良平   | 4章「伝承と希望の世界」                                                                                    |                                                                                |
| ミクリオ               | 逢坂良太   | イベント「スイートピア遺跡と神のケーキ」                                                                   |                                                                                |
| アリーシャ・ディフダ   | 茅野愛衣   | イベント「熱血! 遠泳メドレーリレー」                                                                       |                                                                                |
| ライラ                 | 下屋則子   | イベント「火の天族とノルミン・タウンの夏祭り」                                                             |                                                                                |
| エドナ                 | 福圓美里   | イベント「スイートピア遺跡と神のケーキ」                                                                   |                                                                                |
| ロゼ                   | 小松未可子 | イベント「千客万来・商売繁盛記」                                                                           |                                                                                |
| デゼル                 | 小野大輔   | イベント「千客万来・商売繁盛記」                                                                           |                                                                                |
| ザビーダ               | 津田健次郎 | 登場：フェアリーズレクイエム編2章「世界の綻びを結ぶ精霊」（名前のみ） 加入：イベント「桜並木と風の風来坊」 |                                                                                |
| ノルミン・フェニックス | 堀秀行     | イベント「スイートピア遺跡と神のケーキ」                                                                   | かめにんショップでの消費プリズム数に応じて貯まる「お得意様ゲージ」満タンで加入 |
| ヘルダルフ             | 菅生隆之   | 登場：ラストクレイドル編1章「回帰への嚆矢」（名前のみ） 加入：ラストクレイドル編13章「神天に座す導師」     | 強敵キャラクター                                                               |
| サイモン               | 五十嵐裕美 | イベント「Seaside Mirage」                                                                                 |                                                                                |
| セルゲイ・ストレルカ   | -          | フェアリーズレクイエム編終章前編「亡国の主 呪い断つ銀腕」（名前のみ）                                      | NPC                                                                            |

#### テイルズ オブ ベルセリア
| 名前                         | 声           | 登場・加入時期 | 備考                                                                           |
| ---------------------------- | ------------ | --- | ------------------------------------------------------------------------------ |
| ベルベット・クラウ           | 佐藤利奈     | 10章「伝承と始まりの世界」                                                                                             |                                                                                |
| ライフィセット               | 浅倉杏美     | 登場：10章「伝承と始まりの世界」 加入：イベント「幸せのノル様人形」                                                    |                                                                                |
| ロクロウ・ランゲツ           | 岸尾だいすけ | イベント「ティル・ナ・ノーグ ニューイヤー〜恩を忘れることなかれ〜」                                                    |                                                                                |
| アイゼン                     | 森川智之     | 登場：10章「伝承と始まりの世界」（名前と私物のみ） 加入：イベント「幸せのノル様人形」                                  |                                                                                |
| マギルゥ                     | 佐藤聡美     | 登場：イベント「幸せのノル様人形」 加入：イベント「ビエンフーのドギ☆マギ ウェディングプラン」                          |                                                                                |
| エレノア・ヒューム           | 小清水亜美   | イベント「まだ、お正月だよ! 対魔士の信念」                                                                             |                                                                                |
| ビエンフー                   | 永澤菜教     | イベント「幸せのノル様人形」（名前のみ）                                                                               | NPC ルーム配置可能                                                             |
| アルトリウス・コールブランド | 堀内賢雄     | 登場：ラストクレイドル編1章「回帰への嚆矢」 加入：ラストクレイドル編13章「神天に座す導師」                             | 強敵キャラクター                                                               |
| シグレ・ランゲツ             | 中井和哉     | イベント「シグレ攻略戦～百禍狂嵐～」                                                                                   |                                                                                |
| オスカー・ドラゴニア         | 前野智昭     | 登場：ラストクレイドル編1章「回帰への嚆矢」（名前のみ） 加入：イベント「月夜の怪盗団と鏡士探偵」                       |                                                                                |
| テレサ・リナレス             | 堀江由衣     | 登場：ラストクレイドル編2章「魔眼を巡る戦争」 加入：イベント「ティル・ナ・ノーグ バレンタイン 氷の聖女と無垢なる少女」 |                                                                                |
| シアリーズ                   | -            | ラストクレイドル編13章「神天に座す導師」                                                                               | NPC                                                                            |
| ダークかめにん               | 井上麻里奈   | イベント「火の天族とノルミン・タウンの夏祭り」                                                                         | かめにんショップでの消費プリズム数に応じて貯まる「お得意様ゲージ」満タンで加入 |
| ホワイトかめにん             | -            | イベント「火の天族とノルミン・タウンの夏祭り」                                                                         | NPC 交換所及び「かめにんショップ」を経営                                       |
| ムルジム                     | -            | イベント「シグレ攻略戦～百禍狂嵐～」                                                                                   | NPC                                                                            |

#### テイルズ オブ クレストリア
| 名前               | 声       | 登場・加入時期                | 備考 |
| ------------------ | -------- | ----------------------------- | ---- |
| カナタ・ヒューガ   | 天﨑滉平 | イベント「波間ノ光」          |      |
| ミゼラ             | 石川由依 | イベント「波間ノ光」          |      |
| ヴィシャス         | 内田雄馬 | イベント「出航！ 正義ノ海賊」 |      |
| イージス・アルヴァ | 鈴木達央 | イベント「出航！ 正義ノ海賊」 |      |
| ユナ・アゼッタ     | 佐倉綾音 | イベント「真実ヲ紡ぐ記者」    |      |

#### テイルズ オブ アライズ
| 名前                       | 声       | 登場・加入時期                                                 | 備考             |
| -------------------------- | -------- | -------------------------------------------------------------- | ---------------- |
| アルフェン                 | 佐藤拓也 | イベント「ティル・ナ・ノーグハロウィン TRICK or ARISE」        |                  |
| シオン・アイメリス         | 下地紫野 | イベント「ティル・ナ・ノーグハロウィン TRICK or ARISE」        |                  |
| リンウェル                 | 原紗友里 | イベント「ティル・ナ・ノーグ クリスマス 聖夜を駆ける配達人」   |                  |
| ロウ                       | 松岡禎丞 | イベント「ティル・ナ・ノーグ クリスマス 聖夜を駆ける配達人」   |                  |
| キサラ                     | 池澤春菜 | イベント「ティル・ナ・ノーグ ニューイヤー 解放者たちの年明け」 |                  |
| テュオハリム・イルルケリス | 加瀬康之 | イベント「ティル・ナ・ノーグ ニューイヤー 解放者たちの年明け」 |                  |
| ジルファ                   | 山野井仁 | イベント「紅の双拳」                                           |                  |
| ナザミル                   | 種﨑敦美 | イベント「夜明けの彼方から」                                   | 強敵キャラクター |
| フルル                     | -        | イベント「ティル・ナ・ノーグ クリスマス 聖夜を駆ける配達人」   | NPC              |
| ビエゾ                     | 立木文彦 | イベント「ビエゾ攻略戦 劫火の猛獣」                            | NPC              |

### コラボキャラクター
| 名前     | 声         | 登場・加入時期                                                                                                   | 備考 |
| -------- | ---------- | --- | ---- |
| 天海春香 | 中村繪里子 | アイドルマスター ステラステージコラボイベント「アイドルマスター ステラステージコラボ 元気いっぱいアイドル登場!」 |      |

| 名前               | 声         | 登場・加入時期                                               | 備考         |
| ------------------ | ---------- | ------------------------------------------------------------ | ------------ |
| レナス・F          | 冬馬由美   | VALKYRIE ANATOMIA -THE ORIGIN-コラボイベント「美しき戦乙女」 |              |
| フレイ             | 川村万梨阿 | VALKYRIE ANATOMIA -THE ORIGIN-コラボイベント「美しき戦乙女」 | 復刻版に登場 |
| レザード・ヴァレス | 子安武人   | VALKYRIE ANATOMIA -THE ORIGIN-コラボイベント「美しき戦乙女」 | NPC 声のみ   |

| 名前                         | 声       | 登場・加入時期                                                                                     | 備考 |
| ---------------------------- | -------- | -------------------------------------------------------------------------------------------------- | ---- |
| キリト                       | 松岡禎丞 | ソードアート・オンライン -メモリー・デフラグ-コラボイベント「フェイトフル・エンカウンター」        |      |
| アスナ                       | 戸松遥   | ソードアート・オンライン -メモリー・デフラグ-コラボイベント「フェイトフル・エンカウンター」        |      |
| ユイ                         | -        | ソードアート・オンライン -メモリー・デフラグ-コラボイベント「フェイトフル・エンカウンター」        | NPC  |
| アリス・シンセシス・サーティ | 茅野愛衣 | ソードアート・オンラインコラボイベント「ソードアート・オンライン ネヴァーエンド・テイルズ ―前編―」 |      |
| ユージオ                     | 島﨑信長 | ソードアート・オンラインコラボイベント「ソードアート・オンライン ネヴァーエンド・テイルズ ―前編―」 |      |

| 名前       | 声         | 登場・加入時期 | 備考 |
| ---------- | ---------- | --- | ---- |
| 島村卯月   | 大橋彩香   | アイドルマスター シンデレラガールズコラボイベント「TALES M@STER シンデレラガールズ」                                     |      |
| 神崎蘭子   | 内田真礼   | アイドルマスター シンデレラガールズコラボイベント「TALES M@STER シンデレラガールズ」                                     |      |
| 双葉杏     | 五十嵐裕美 | アイドルマスター シンデレラガールズコラボイベント「TALES M@STER シンデレラガールズ 杏ちゃんときらりんのハピハピツイン☆」 |      |
| 諸星きらり | 松嵜麗     | アイドルマスター シンデレラガールズコラボイベント「TALES M@STER シンデレラガールズ 杏ちゃんときらりんのハピハピツイン☆」 |      |

| 名前                                   | 声       | 登場・加入時期                                                                    | 備考         |
| -------------------------------------- | -------- | --------------------------------------------------------------------------------- | ------------ |
| アリサ・イリーニチナ・アミエーラ       | 坂本真綾 | GOD EATER RESONANT OPSコラボイベント「GOD EATER RESONANT OPS バーストミッション」 |              |
| クレア・ヴィクトリアス                 | 戸松遥   | GOD EATER RESONANT OPSコラボイベント「GOD EATER RESONANT OPS バーストミッション」 |              |
| フィリーネ・ストリッジデイ・ウォラーレ | 名塚佳織 | GOD EATER RESONANT OPSコラボイベント「GOD EATER RESONANT OPS バーストミッション」 | 復刻版に登場 |

| 名前                | 声         | 登場・加入時期                                                                 | 備考 |
| ------------------- | ---------- | ------------------------------------------------------------------------------ | ---- |
| クロード・C・ケニー | 浪川大輔   | STAR OCEAN anamnesisコラボイベント「スターオーシャン:アナムネシス ExtraStory」 |      |
| レナ・ランフォード  | 水樹奈々   | STAR OCEAN anamnesisコラボイベント「スターオーシャン:アナムネシス ExtraStory」 |      |
| ギョロ              | -          | STAR OCEAN anamnesisコラボイベント「スターオーシャン:アナムネシス ExtraStory」 | NPC  |
| ウルルン            | -          | STAR OCEAN anamnesisコラボイベント「スターオーシャン:アナムネシス ExtraStory」 | NPC  |
| ルシフェル          | 三木眞一郎 | STAR OCEAN anamnesisコラボイベント「スターオーシャン:アナムネシス ExtraStory」 | NPC  |

| 名前       | 声       | 登場・加入時期 | 備考 |
| ---------- | -------- | --- | ---- |
| 坂田銀時   | 杉田智和 | 銀魂コラボイベント「テイルズ オブる ザ レイズ 前編」                                                                  |      |
| 志村新八   | 阪口大助 | 銀魂コラボイベント「テイルズ オブる ザ レイズ 前編」                                                                  | NPC  |
| 神楽       | 釘宮理恵 | 銀魂コラボイベント「テイルズ オブる ザ レイズ 前編」                                                                  |      |
| 近藤勲     | -        | 銀魂コラボイベント「テイルズ オブる ザ レイズ 前編」                                                                  | NPC  |
| 土方十四郎 | 中井和哉 | 登場：銀魂コラボイベント「テイルズ オブる ザ レイズ 前編」 加入：銀魂コラボイベント「テイルズ オブる ザ レイズ 後編」 |      |
| 沖田総悟   | 鈴村健一 | 登場：銀魂コラボイベント「テイルズ オブる ザ レイズ 前編」 加入：銀魂コラボイベント「テイルズ オブる ザ レイズ 後編」 |      |
| 志村妙     | -        | 銀魂コラボイベント「テイルズ オブる ザ レイズ 前編」                                                                  | NPC  |
| 長谷川泰三 | -        | 銀魂コラボイベント「テイルズ オブる ザ レイズ 前編」                                                                  | NPC  |
| 桂小太郎   | 石田彰   | 銀魂コラボイベント「銀魂 テイルズ オブる ザ レイズ2 ─まさか続編があるとは思ってませんでしたァァァ！！─」              |      |
| 高杉晋助   | 子安武人 | 銀魂コラボイベント「銀魂 テイルズ オブる ザ レイズ2 ─まさか続編があるとは思ってませんでしたァァァ！！─」              |      |

| 名前   | 声       | 登場・加入時期                                                           | 備考 |
| ------ | -------- | ------------------------------------------------------------------------ | ---- |
| ハセヲ | 櫻井孝宏 | .hack//G.U.コラボイベント「.hack//G.U. Glorious Unreality 輝かしキ虚構」 |      |
| アトリ | 川澄綾子 | .hack//G.U.コラボイベント「.hack//G.U. Glorious Unreality 輝かしキ虚構」 |      |

| 名前                                 | 声         | 登場・加入時期 | 備考             |
| ------------------------------------ | ---------- | --- | ---------------- |
| リナ＝インバース                     | 林原めぐみ | スレイヤーズコラボイベント「スレイヤーズ 未知への探求！ 天才魔道士異世界に立つ！」                                                                                                |                  |
| ガウリイ＝ガブリエフ                 | 松本保典   | スレイヤーズコラボイベント「スレイヤーズ 未知への探求！ 天才魔道士異世界に立つ！」                                                                                                |                  |
| ゼルガディス＝グレイワーズ           | 緑川光     | スレイヤーズコラボイベント「スレイヤーズ 未知への探求！ 天才魔道士異世界に立つ！」                                                                                                |                  |
| アメリア＝ウィル＝テスラ＝セイルーン | 鈴木真仁   | スレイヤーズコラボイベント「スレイヤーズ 未知への探求！ 天才魔道士異世界に立つ！」                                                                                                |                  |
| 白蛇のナーガ                         | 川村万梨阿 | 登場：スレイヤーズコラボイベント「スレイヤーズ 未知への探求！ 天才魔道士異世界に立つ！」 加入：スレイヤーズコラボイベント「スレイヤーズ 天才魔道士再び！ 謎の教祖をとっちめろ！」 |                  |
| 獣神官ゼロス                         | 石田彰     | 登場：スレイヤーズコラボイベント「スレイヤーズ ついに登場！？ 邪悪なる塔を統べる者！」 加入：スレイヤーズコラボイベント「スレイヤーズ 天才魔道士再び！ 謎の教祖をとっちめろ！」   | 強敵キャラクター |

| 名前                       | 声         | 登場・加入時期 | 備考               |
| -------------------------- | ---------- | --- | ------------------ |
| ベル・クラネル             | 松岡禎丞   | ダンジョンに出会いを求めるのは間違っているだろうかⅢコラボイベント「ダンジョンに出会いを求めるのは間違っているだろうかⅢ 追想の迷宮」 |                    |
| アイズ・ヴァレンシュタイン | 大西沙織   | ダンジョンに出会いを求めるのは間違っているだろうかⅢコラボイベント「ダンジョンに出会いを求めるのは間違っているだろうかⅢ 追想の迷宮」 |                    |
| ヘスティア                 | 水瀬いのり | ダンジョンに出会いを求めるのは間違っているだろうかⅢコラボイベント「ダンジョンに出会いを求めるのは間違っているだろうかⅢ 追想の迷宮」 | NPC ルーム配置可能 |

| 名前                     | 声         | 登場・加入時期 | 備考 |
| ------------------------ | ---------- | --- | ---- |
| アスタ                   | 梶原岳人   | ブラッククローバーコラボイベント「ブラッククローバー 試される絆」                                                                                 |      |
| ユノ                     | 島﨑信長   | ブラッククローバーコラボイベント「ブラッククローバー 試される絆」                                                                                 |      |
| ヤミ・スケヒロ           | 諏訪部順一 | 登場：ブラッククローバーコラボイベント「ブラッククローバー 試される絆」 加入：ブラッククローバーコラボイベント「ブラッククローバー 限界を超えて」 |      |
| シャーロット・ローズレイ | 小林ゆう   | 登場：ブラッククローバーコラボイベント「ブラッククローバー 試される絆」 加入：ブラッククローバーコラボイベント「ブラッククローバー 限界を超えて」 |      |

| 名前                      | 声         | 登場・加入時期 | 備考 |
| ------------------------- | ---------- | --- | ---- |
| ソル=バッドガイ           | 中田譲治   | GUILTY GEAR -STRIVE-コラボイベント前編「GUILTY GEAR -STRIVE- Loop of Despair」                                                                                                |      |
| ラムレザル=ヴァレンタイン | 潘めぐみ   | 登場：GUILTY GEAR -STRIVE-コラボイベント前編「GUILTY GEAR -STRIVE- Loop of Despair」 加入：GUILTY GEAR -STRIVE-コラボイベント後編「GUILTY GEAR -STRIVE- Break the Nightmare」 |      |
| カイ=キスク               | 草尾毅     | GUILTY GEAR -STRIVE-コラボイベント「GUILTY GEAR -STRIVE- For the Wish」 |      |
| ブリジット                | 石見舞菜香 | GUILTY GEAR -STRIVE-コラボイベント「GUILTY GEAR -STRIVE- For the Wish」 |      |

| 名前                       | 声       | 登場・加入時期                                                | 備考 |
| -------------------------- | -------- | ------------------------------------------------------------- | ---- |
| 鏑木・T・虎徹              | 平田広明 | TIGER&BUNNYコラボイベント「TIGER & BUNNY ヒーローカーニバル」 |      |
| バーナビー・ブルックス Jr. | 森田成一 | TIGER&BUNNYコラボイベント「TIGER & BUNNY ヒーローカーニバル」 |      |

| 名前   | 声       | 登場・加入時期                                                       | 備考 |
| ------ | -------- | -------------------------------------------------------------------- | ---- |
| ニケ   | 石上静香 | 魔法陣グルグルコラボイベント「魔法陣グルグル 響け！ ハートの魔法！」 |      |
| ククリ | 小原好美 | 魔法陣グルグルコラボイベント「魔法陣グルグル 響け！ ハートの魔法！」 |      |

| 名前               | 声         | 登場・加入時期                                                | 備考 |
| ------------------ | ---------- | ------------------------------------------------------------- | ---- |
| カサネ・ランドール | 瀬戸麻沙美 | SCARLET NEXUSコラボイベント「SCARLET NEXUS 緋色の守護者たち」 |      |

| 名前         | 声         | 登場・加入時期                                                      | 備考               |
| ------------ | ---------- | ------------------------------------------------------------------- | ------------------ |
| ケロロ軍曹   | 渡辺久美子 | ケロロ軍曹コラボイベント「ケロロ軍曹 異世界侵略大作戦であります！」 |                    |
| 日向冬樹     | -          | ケロロ軍曹コラボイベント「ケロロ軍曹 異世界侵略大作戦であります！」 | NPC                |
| 日向夏美     | 斎藤千和   | ケロロ軍曹コラボイベント「ケロロ軍曹 異世界侵略大作戦であります！」 |                    |
| タママ二等兵 | 小桜エツコ | ケロロ軍曹コラボイベント「ケロロ軍曹 異世界侵略大作戦であります！」 | NPC ルーム配置可能 |
| ギロロ伍長   | 中田譲治   | ケロロ軍曹コラボイベント「ケロロ軍曹 異世界侵略大作戦であります！」 | NPC ルーム配置可能 |
| クルル曹長   | 子安武人   | ケロロ軍曹コラボイベント「ケロロ軍曹 異世界侵略大作戦であります！」 | NPC ルーム配置可能 |
| ドロロ兵長   | 草尾毅     | ケロロ軍曹コラボイベント「ケロロ軍曹 異世界侵略大作戦であります！」 | NPC ルーム配置可能 |

| 名前    | 声         | 登場・加入時期                                                  | 備考 |
| ------- | ---------- | --------------------------------------------------------------- | ---- |
| KOS-MOS | 鈴木麻里子 | ゼノサーガコラボイベント「Xenosaga EPISODE Ⅲ Another Protocol」 |      |

## 用語

### 第1部より登場
鏡士（かがみし）
キラル分子を用い、全てのものに宿るアニマを魔鏡で操り、魔鏡術を行使する事ができる者。無限のエネルギーを力に変える魔鏡兵器の使い手を指す意味でも用いられる。魔鏡の開発も行う。
誰でもなれるわけではなく、一部の限られた家系にしか能力が受け継がれず、鏡士としての才能も訓練より血統の影響が大きい。
鏡士の多くはオーデンセに住んでいた。
現在はイクスとミリーナ以外には、セールンド王宮に数名、救世軍にも何人かの鏡士がいる。
鏡士の最高位、即ち鏡士の中の鏡士と認められた者には「ビクエ」の称号が授与される。ビクエの称号を持つ者は、ミドルネームに「ビクエ」が付く。また、歴代のビクエは自分の魔鏡のほかに、代々伝わる古の魔鏡を受け継ぎ、使っている。
アニマやキラル分子に敏感な感覚を有すため、アニマに異常があったり大量の種類がごちゃ混ぜになっている空間に入ると「アニマ酔い」になってしまう事がある。
魔鏡
鏡士がその力を発揮するのに必要な、特別な鏡。虹色の輝きを放つが、この輝きの軌跡は鏡精にのみ見える。
魔鏡の力を研究・利用した魔鏡機器や兵器も多く開発されており、魔鏡工学、魔鏡科学という専門の学問もある。
「鏡士のもう一つの心」と呼ばれる程に大事な物で、鏡士がこれを手放すのは死んだ時のみ。
しかし、太陽神ダーナの警告によれば「ティル・ナ・ノーグはやがて魔鏡によって消滅する」とされている。
魔鏡術
鏡士が魔鏡を利用して行使する術。系統は大きく分けて「創造」「想像」「融合」の3つ。
得意とする術は主に家系・血統によって決まる。例としてイクスの家系は「無」から「有」を作り出す「創造の術」、ミリーナの家系は「有」から「有」を作り出す「想像の術」、フィリップの家系は何かと何かを融合させる「融合の術」を得意とする。
魔鏡術には相性があり、例として、「融合」の魔鏡術は「想像」の魔鏡術に有利だが、「創造」の魔鏡術には不利。
魔鏡による具現化に似た機構を有している『ハーツ』のキャラが有するソーマを使えば、魔鏡術の力を増幅できる。
ティル・ナ・ノーグ
本作の舞台となる世界で、広い海と大小無数の島々で構成されている。
嘗ては世界全域でキラル分子を強大な力に変える魔鏡兵器の開発に明け暮れ世界大戦が勃発、魔鏡兵器がその戦いで猛威を振るった結果、滅亡の危機に瀕したが、「アイギス計画」を遂行した鏡士によって危機から脱し、その後は繁栄期を謳歌していた。
しかし、鏡の盾アイギスの崩壊が始まり、その破片が流星群として降り注いで世界各地に大きな被害を与え、再び滅亡の危機に瀕する。
実は、元々のティル・ナ・ノーグは、魔鏡戦争で魔鏡兵器カレイドスコープが使用された際に発生した虚無及びカレイドスコープにより消滅したビフレストの大地や人々が変質したアニムス粒子の暴走が原因で、セールンドとオーデンセ周辺を残し消滅。
ゲフィオンは「アイギス計画」で過去のティル・ナ・ノーグ（オーデンセとその周辺及び人々は本編の時間軸から20年前、それ以外は11年前）をその上に具現化、それをアイギスに防護させ、新たなティル・ナ・ノーグとした。
しかしこのティル・ナ・ノーグもプロローグでアイギスの破片により滅亡。ゲフィオンは最後の手段として「異世界の具現化」を敢行し、それに協力したイクス一行及びそれに相対するファントムにより、多くの具現化大陸が生まれた。
ニーベルングが滅びた際、ダーナらニーベルングの生き残りによって創造されたのが世界の起源で、以後現在に至るまで人間の手による滅亡と再生が繰り返されている。
セールンド
正式名称は「セールンド王国」。
ティル・ナ・ノーグの首都。ティル・ナ・ノーグで一番大きな島に位置する。元首は国王デミトリアス、宰相はゲフィオン。
ミラージュプリズン編では、アスガルド帝国の厳重な監視下に置かれており、立入禁止区域とされ、人がいなくなっている。
オーデンセ
ティル・ナ・ノーグにある小さな島で、多くの鏡士が暮らしている事で知られている。
比較的温暖な気候だが、周辺を流れる独特な海流の影響で年に数回大雪が降る事がある。
ある日、流星群（アイギスの破片）が降り注ぎ消滅、生き残りはイクスとミリーナだけになってしまう。
島のあった場所には何かを吸い込むように渦巻く巨大な穴が開いている。
古代にはアスガルド帝国の帝都があった。
結婚を誓った男女が、その日付と互いの名前を木の幹に彫る独自の風習がある。
鏡士の神殿
オーデンセ付近にある神殿。かなり頑丈な作りになっている。
魔鏡はここで作られる事が多い。また、最奥部には歴代「ビクエ」の陵がある。
海風村
ティル・ナ・ノーグにある村の一つ。海の近くにあり、高齢化が進んでいる。アリーシャは具現化後にこの村で保護されていた。
潮風村
海風村の隣にある村。海風村同様、海の近くにあり、高齢化が進んでいる。
コロセウム
セールンド付近にある島を領土とする街。街のシンボルは闘技場で、ここで開かれる武闘会には多くの腕自慢と観光客が訪れる。
現在の町長はクレフェルトで、町長の下に町議会が整備され、街の運営を行っている。
元々過疎化の問題があったところに、鏡殻変動による世界規模の混乱の影響でまともに武闘会が開けず、街はどんどん寂れて行ったが、アッシュやナタリア、エミル、マルタによる新たな余興の提案や、ロゼ率いるセキレイの羽がここを新たな物流拠点として整備した事で活気を取り戻す。
物流拠点となった事で他の島や大陸との交流が増え、心機一転して街名をそれまでの「闘技場の街」から「コロセウム」に改名した。
そのような経緯から、街はイクスやミリーナら鏡士一行に大いに感謝しており、ミラージュプリズン編では帝国に隠れて彼らを支援するべく、ミリーナが提案した「物資補給中だけ海を精霊の力を借りて一時的に封鎖する」方法で、物資補給に関しての同盟を交わす。
ビフレスト
正式名称は「ビフレスト皇国」。
セールンドの敵国。
新年を祝う風習や着物の文化は大昔にこの国で誕生した。
魔鏡戦争でセールンドと激突するも、セールンドが開発した魔鏡兵器カレイドスコープによって、大地や人々が尽く消滅した事によって敗北。セールンドに征服される形で滅亡した。
魔鏡兵器カレイドスコープ
遥か昔に鏡士が開発した、嘗てティル・ナ・ノーグを滅亡の危機に陥れた魔鏡兵器。自己修復機能（この機能の修復にはダークオーブを用いる）を有する。主要部品は、ツインミラーシステムを司る大鏡、照準を司るカーネルリング。
物質や生命の根幹であるアニマを抜き出し、カレイドスコープ内部で反射を繰り返す事でアニマを失わせ、その物体を消滅させる。
鏡士の持つ魔鏡を核に鏡士の具現化の力を引き出す事で、異世界の具現化を可能にする。
理論上はあらゆる世界が具現化できるため、ゲフィオンがアイギス計画の前に一度、過去のティル・ナ・ノーグの具現化を検討実行したが失敗している。
終章後編「嘘と真実 〜託された想い〜」で、ファントムが自分の私的な目的の為に大規模な具現化を乱用した事で大破してしまった。
実はイクスの魔鏡を使って作られた事が3部1章で判明。
アイギス
ティル・ナ・ノーグを滅びから守っている鏡の盾。その向こう側には虚無が広がっている。
この盾がティル・ナ・ノーグという世界の「果て」であり、異世界を具現化する度にアイギスは広がり、即ちティル・ナ・ノーグも広がっている。
衝撃の吸収及び世界の拡張に対応するため、強度は意外と柔らかく、力一杯体を押すだけで簡単に虚無の方に抜けてしまう。
しかし、現在は崩壊が始まっており、世界各地にその破片が流星群として降り注いだ結果、ティル・ナ・ノーグは滅びの危機を迎えている。修復には大量のアニマが必要。
実は、自身とフィリップが「アイギス計画」で具現化した新生ティル・ナ・ノーグを虚無から護り、「真のアイギス計画」の時間稼ぎとする為にゲフィオンが造ったもの。
オーデンセ上空にシステムが設置されていたが、プロローグでゲフィオンを「ビフレストのスパイ・魔女」とする救世軍によってシステムが破壊されてしまった事で崩壊してしまった。
実はイクスの魔鏡を使って作られた事が3部1章で判明。
アイギス計画
「魔鏡兵器カレイドスコープ」を開発した鏡士の一人が、カレイドスコープを生み出した自分を憎み、滅亡に瀕するティル・ナ・ノーグを救う為に遂行した計画。
この計画が遂行された事でティル・ナ・ノーグは救われた。
ゲフィオンが現在イクスとミリーナの協力の元に遂行している計画にも、この名が付けられている。
実は「魔鏡兵器カレイドスコープを開発した鏡士の一人」とはゲフィオン。「ティル・ナ・ノーグ全体を10年前（本編からは20年前）から具現化して新生ティル・ナ・ノーグとする」のが本来の計画であった。しかし、オリジナルのイクスの形見の魔鏡と、協力者であるフィリップの所持していたビクエの魔鏡を掛け合わせても1年前までしか遡れず、「オーデンセ及びその周辺は10年前（本編からは20年前） 、それ以外は1年前（本編からは11年前）から具現化」する事にして実行、これが「計画により、ティル・ナ・ノーグは救われた」とされる事象の真相だった。
しかし、ファントムの暴走により救世軍がアイギスを破壊、新生ティル・ナ・ノーグはそのせいで滅亡の危機に瀕する。そこでゲフィオンは最後の手段として「異世界の具現化」を実行、これがイクスとミリーナが協力している現在の「アイギス計画」である。
真のアイギス計画
上記のアイギス計画を隠れ蓑としてゲフィオンが水面下で進行している計画。
その全容は、「異世界の具現化により発生した異世界の力やアニマを魔鏡兵器カレイドスコープを使って変換、そのエネルギーで人間（ゲフィオン）を魔鏡化した「人体万華鏡」を「真のアイギス」として、死の砂嵐を封じる」というもの。
ケリュケイオン
セールンド最速の飛空艇。操舵手はガロウズ。キラル分子を動力に高速での航行が可能。
空気中のキラル分子を動力として直接取り込む事で、無補給の継続航行も可能。
ミラージュプリズン編では、鏡殻変動の際に発生した魔鏡結晶に貫かれ、使用不能となっていたが、4章で救世軍がガロウズを救出した事により、修復が行われて再び使用可能になり、救世軍の拠点となった。
救世軍
ゲフィオン暗殺を狙う組織。故にセールンド兵からは「犯罪者の集まり」と唾棄されている。
流星群の被害から辛くも逃れたイクスとミリーナを助けたり、街の安全・治安を守るための魔物退治や自警団の組織、具現化された大陸発展の為の交易主導、鏡映点を捜索し、仲間に引き入れようとするなど、行動には不明な点も多い。
元々はフリーセルとフィルがティル・ナ・ノーグの危機を受け、社会不安による反乱勢力の乱立を阻止する為に反乱勢力を一つにまとめて立ち上げた義勇軍で、初代リーダーはフリーセル。だが、彼の有能さを邪魔に思ったファントムによって暗殺、現在はファントムが権力を握り、マークが形式上のリーダーとなっている。
ミラージュプリズン編ではマークが名実共にリーダーとなっているが、アスガルド帝国誕生の際に兵力の半分以上を帝国軍に吸収され、規模は縮小している。
具現化
鏡士のみが扱える秘術で、魔鏡を媒介にして、異世界の存在をティル・ナ・ノーグに映し出す術。具現化できる物の大きさ等は、主に鏡士の力量に左右される。
対象となる異世界の要素の多くを大陸の形として映し出し、生命については、対象の存在の魂、即ちアニマに干渉して、そっくりな魂をティル・ナ・ノーグに作り出す。
大規模な具現化の術は鏡映点を核として行うため、鏡映点の意識や記憶の影響を受けやすくなる。
なお、具現化された生命は、元の世界には戻れずそのままティル・ナ・ノーグで生きる事になる。また、鏡映点でない者が具現化された場合、元の世界や存在での記憶や意思は曖昧模糊となる傾向が強い。
同一時間軸上の同一存在を具現化する事もでき、その場合、具現化元と具現化先は記憶を共有するが、共有を一部だけに限定したり、時間経過で共有割合を増やす事も可能。
ただし、同一存在を具現化できるのは3人までで、オリジナルの具現化元を1人目と数える為、新たに具現化できるのは2人まで（それ以上は具現化に必要な「アニマ・サーチ（コピー元のアニマのスキャン）」が出来なくなるため）。
キメラ具現化
異なる時間軸や法則を持つ複数の異世界が混ざり合って同時に具現化する現象。それぞれの有する異なる性質のアニマが流入してくるため、具現化対象にも様々な反動が起こる。
本来その術に使う魔鏡とは違う魔鏡を使ったり、意図的に因果律が存在する対象を選んで因果律に故意に触れる事が原因で起こる。
エンコード
異世界を具現化する時、その異世界のあらゆる法則を鏡映点を介して一旦リセットし、ティル・ナ・ノーグの法則にすり合わせる処理。
本来の法則をそのまま持ち込んで具現化した結果、異質なエネルギーがぶつかり合い、世界が破壊されてしまうのを防止する為に行う。
ただし、この処理により、一部の鏡映点は本来の実力が抑制されてしまっている可能性がある。
鏡震（きょうしん）
異世界を具現化した際に、ティル・ナ・ノーグで起こる地震。
具現化により、具現化した大陸を構成する巨大なエネルギーがティル・ナ・ノーグに生まれ、異世界のエネルギーとティル・ナ・ノーグのエネルギー同士が衝突するのが原因。
レイヤード処理
具現化された異世界で、アニマの上昇率等について通常ではありえない異常が発生した際、具現化した世界の不安定化や消滅を防ぐため、再具現化を行い世界を安定させる処理。
理論上の影響はないとされていたが、具現化を行うのに変わりはないため、実際には、処理を行った際に新たな鏡映点が出現したり、その鏡映点の意識・記憶がそれまでの具現化世界に上書きされて、環境に変化が起こるなどの影響が確認されている。
鏡映点（きょうえいてん）
大規模な対象存在を具現化した際に、その具現化の術の核となる存在。具現化された異世界で強い力や影響を持つ存在が鏡映点となる。
大規模な具現化の術には鏡士の力だけでなく、鏡映点が持つ、ティル・ナ・ノーグに対象を繋ぎ留める楔としての力も必要で、鏡映点に万一の事が起こると、具現化した存在を保てなくなってしまう。
鏡映点の持つアニマは強い力を持つうえにティル・ナ・ノーグのアニマとは異質の存在で目立ちやすいため、光魔に襲われやすい。
鏡映点の内部における時間の概念はループしており、空腹にはなるが、肉体の老化現象が起きる事は基本的にない。
特異鏡映点（とくいきょうえいてん）
異世界からティル・ナ・ノーグに放出されたアニマを逆流させてしまう鏡映点。光魔の鏡とはほぼ同じ性質を持つ。
本来は生まれない筈の、「カレイドスコープの構造が原因で生まれるバグ」のような存在であり、具現化した異世界で、因果律に触れてしまう力が生じた又は使われていた場合、それに触れる事が原因で生まれる。因果律に触れる事で生まれるがゆえに、彼らの放出するアニマには時間の壁を破る力がある。
救世軍は「世界を救いうる可能性がある力を持つ存在」として、彼らの確保を優先して行っている。
因果律に関わる存在が具現化していた場合、その存在がティル・ナ・ノーグから消滅すれば普通の鏡映点に戻る可能性がある。
ティル・ナ・ノーグに与える影響については不明な点が多い。1部12章までは、戦える者の場合、それを抑える装備がない限りは戦いには出ないようにしており、特に術主体で戦う者は戦闘を強く自粛していた。1部13章で抑制装備の開発に成功、ほぼ問題なくティル・ナ・ノーグにいられ、戦闘にも参加できるようになった。
ただし、この抑制装備は、キラル分子を反転させる事によって特異鏡映点の影響を抑制しており、その際に特異鏡映点の体に健康な体では影響がないレベルではあるが負荷がかかっている。その為、特異鏡映点が何らかの原因で衰弱している場合は装着できない。
ストレンジャー
自身の存在のみが具現化され、世界の具現化には関わらない鏡映点。パスカ、コンウェイ、イアハート、ディオ、メル、クルール、グラスバレー、ラザリス、カナタ、ミゼラ、ヴィシャス、イージス、ユナが該当。
反鏡映点（はんきょうえいてん）
「失われた命の復活」を目的に救世軍側についている鏡映点。後にディストによって「救世軍四幻将（しげんしょう）」と名を改められる。ミラージュプリズン編ではアスガルド帝国に属しており、救世軍とは敵対する。
メンバーは、チェスター、ミトス、ディスト、リヒター。
鏡魔（きょうま）
ファントムが、とある装置を使って鏡映点をコピーする事で生み出した魔物。意思を持たないが、鏡映点をコピーしているため強力。
鏡精（きょうせい）
魔鏡に宿る精霊。鏡士の心の分身。性格の形成には、鏡士の心の中の理想や抑圧している感情等、様々な要素が影響する。
鏡映点や光魔の鏡、光魔、魔鏡の放つ光の痕跡を探知する事が出来る。また、キラル分子を大量に生み出す力も有している。
魔鏡や自身を具現化した鏡士から遠く離れると力が出なくなり、最終的には存在を維持できずに消滅してしまう。鏡士が死んだ場合も同様。ただし、鏡士から切り離された鏡精に関してはその限りではない。
姿や行動範囲の広さは鏡士の力量に左右される。
鏡士の力量が成長すれば、それに合わせて姿が変化するが、その際に存在の性質も変化しており、人間の姿になったコーキスとマーク、カーリャは鏡映点や光魔の鏡、光魔等の探知能力を失っている。
自身を具現化した鏡士とのリンク機能を有しており、機能の強さによっては視覚や聴覚のほか、痛覚も共有する事がある。
鏡士から切り離す事もできるが、鏡精は主である鏡士から切り離される事を本質的に嫌う。なお、オーデンセやセールンドにおいては、ある事情から、切り離しの際に鏡士の鏡精に関する記憶も共に切り離される。
ダーナの予言では「鏡精が世界を滅ぼす」と伝えられており、それを防ぐ為にビフレストでは禁忌の存在とされ、鏡精に関する書物も禁書指定されていた。
アニマ
ティル・ナ・ノーグにおいて、生物の根幹をなす物質で、魂のようなもの。魔鏡術等の行使等で消費され、これを失った存在は光の砂となって消えてしまう。
鏡の盾アイギスの修復に必要で、異世界を具現化すると、異世界からアニマが周囲に散らされ、ある程度時間が経過するとティル・ナ・ノーグを満たし、アイギスを修復する。
ティル・ナ・ノーグに在るアニマと、鏡映点の持つアニマは、性質が異なる。
多量に摂取し過ぎると、「アニマ汚染」と呼ばれる、外見の老化や損傷等の悪影響が体に出る。
アニムス
肉体等の、アニマが宿る物質的存在。アニマを失うとアニムス粒子という光の粒子になる。
リビングドール計画におけるリビングドールは、アニムス粒子をアニマを失った別人の肉体とキメラ結合させる事で生み出される。
キラル分子
無限のエネルギーを生み出し、光り輝く性質があるエネルギー粒子。対象に照射するとアニマをコピーし、キラル分子化する。その性質を使うと無限にコピーできる。
歴代テイルズオブシリーズの世界における、マナ等のエネルギー源は、基本的にはエンコードでこれに変換されている。
一般的には何もないところから発生するように思われているが、実際はそうではなく、数ある方法の中でも最も効率的な方法は、「鏡精を生み出しては殺してキラル分子化する事を繰り返す」という倫理にもとるもの。オーデンセやセールンドの鏡士が鏡精を切り離す際に、記憶の一部を切り離すのは、この非道な行為を何度も行う事に心が耐え切れなくなるのを防ぐ為。
ビフレストはこれを問題視し、オーデンセとセールンドに辞めるように働きかけたが、双方共に黙殺。ビフレストは力ずくで止めようと宣戦布告し真っ先にオーデンセへ侵攻、魔鏡戦争が勃発した。
ヨウ＝ビクエの迷宮
新人鏡士達の修行や魔鏡を作るのに必要な素材を発掘するために使われる場所。初代のビクエが築いた。
セールンドの中でも特にキラル分子やアニマが集まりやすいとされているが、アニマが満ちていないと入口が開かない。
魔鏡戦争
嘗て、ティル・ナ・ノーグで起こった世界規模の戦争。
セールンドとビフレストの間で勃発。原因は、セールンドにしかない魔鏡技術をビフレストが欲した為。この「セールンドにしかない魔鏡技術」とは鏡精の事で、ダーナの予言で「鏡精が世界を滅ぼす」と伝えられたにも関わらず、鏡精を復活させたセールンドの鏡士をビフレストの鏡士が憎み、止めようとしたのが真の原因。
オリジナルのミリーナことゲフィオンは、この戦争でのビフレストによるオーデンセ侵攻でオリジナルのイクスを失い、その復讐を果たす為に魔鏡兵器カレイドスコープを開発。ビフレストの人々や大地を尽く消滅させたが、その際に発生した虚無とアニムス粒子が暴走し、当時のティル・ナ・ノーグの大半が虚無に飲み込まれ消滅。ゲフィオンはそれを己の罪とし、ティル・ナ・ノーグを救う為にアイギス計画を実行する事になる。
光魔（こうま）
具現化された異世界に現れる特殊な魔物で、大規模な具現化の術で生じるひずみのような存在。
光魔の鏡や魔鏡結晶といった、虚無とティル・ナ・ノーグを繋ぐ存在を経由してティル・ナ・ノーグに出現する。
とても強い力、特に鏡映点のアニマに惹かれて現れる性質があり、鏡映点の力を喰らって自分の力に変えようと鏡映点を襲う。
その正体は、魔鏡兵器カレイドスコープによって消滅した人々及び土地のアニムス粒子がアニマを求めてキメラ結合し、変質した存在。故にその原因であるゲフィオン及びミリーナに対して強い憎悪の念を有する。
光魔の鏡
光魔の主な発生源である鏡。これを封印（破壊）しない限り、光魔が出現し続ける。
具現化された異世界1つにつき1枚ある。具現化された異世界が1つでも、それが複数の世界から構成されていた場合、その世界の数と同じ枚数だけ出現する。
異世界のアニマをティル・ナ・ノーグに流入させる際のゲートでもあり、その先はティル・ナ・ノーグと異世界の間にあるとされている、一面暗く何もない空間「虚無」に繋がっている。
虚無
光魔の鏡の内部に広がる、アニマ以外何もない暗い空間。「滅びの世界」とも呼ばれる。
魔鏡兵器カレイドスコープによってビフレストが消滅した際、それによって生じた何もない空間に死の砂嵐と共に発生・暴走。それにより、オリジナルのティル・ナ・ノーグはセールンドとオーデンセ周辺を残し消滅してしまう。
一方で、ティル・ナ・ノーグからのエネルギー流出を防いでおり、異世界からの具現化は出来てもその存在を異世界に戻せないのは、虚無がある為。しかし虚無がないと、元々異世界間に存在する次元の壁によって具現化の力が跳ね返されてしまい、そもそも具現化が出来ない。
死の砂嵐
虚無に漂っている光の砂。アニマに引き寄せられる性質がある。
その正体は、魔鏡兵器カレイドスコープによってビフレストが消滅した際、そこに存在した土地と人々のアニムスが変化して発生したアニムス粒子。
虚無と共に暴走し、オリジナルのティル・ナ・ノーグをセールンドとオーデンセ周辺を残し消滅させた。
フェアリーズレクイエム編で、キラル分子生成の為に殺された死鏡精の残滓も含まれている事が判明する。
滅びの夢
ティル・ナ・ノーグの大陸や島、そこに住んでいた人々が光の砂となって消え、世界が滅びる夢。
アイギスの破片が流星群として降り注いでから夢を見る者が現れる。次第に夢の内容は鮮明化し、夢を見る者は勿論、夢での感覚が残っている者も増え、イクスとガロウズ以外のティル・ナ・ノーグの住民全員が夢を見ている。鏡映点はこの夢を見る事は無い。
正体は、虚無に漂っている死の砂嵐が見せている、「過去のティル・ナ・ノーグの滅びの記憶」。ゲフィオンはその影響及びそこから来る社会不安を察知しており、防止の為に航行権を制限、特にオーデンセ周辺は厳しく制限を掛けた。
イクスはオリジナルがティル・ナ・ノーグの滅びを迎える前に死亡、ガロウズはオリジナルのティル・ナ・ノーグの住民の生き残りである為、夢を見ない。
アンチ・ミラージュブレス
魔鏡機器の一種。魔鏡戦争時代に開発され、鏡士による人体実験の際、被験者への魔鏡術による肉体と精神に及ぼす影響を緩和するために使用されていた。
魔鏡術をはじめとする術の力を吸収する性質があり、これを着けている者には治癒術含め、術が効かない。
簡単には外せず、無理やり破壊したり外そうとすれば、着けている者が死亡してしまう危険性が極めて高い。そのため、外す際は鍵を使う又は専門の魔鏡技師が行う。
明鏡四水
全部で四枚ある宝鏡で、「一の鏡」「二の鏡」「三の鏡」「四の鏡」の四枚全て揃えれば手にした者の願いを叶えるといわれる魔鏡。組み合わせると一枚の大きな鏡になる。ただし、あまりに規模の大きい願いは叶えられない。
触れた人間に鏡の性質に応じた様々な記憶を見せる。
この鏡を作ったのは、ヨーランドとアイフリードで、精霊が目覚めた時、それに共鳴して光り、精霊の居場所を指し示す。
精霊
ティル・ナ・ノーグの精霊は当初はアイフリードとダーナにより封印されていた。本来はヨーランドの目覚めと共に目覚めるはずだったが、具現化の術により封印が緩み、精霊達が目覚め始める。
ティル・ナ・ノーグの精霊が目覚めると、具現化した世界に同じ力を司る精霊がいた場合、全てティル・ナ・ノーグの精霊と統合され、一つの存在となる。つまり、ティル・ナ・ノーグの精霊は自身と異世界の精霊全ての『集合体』。
封印により、精霊は力の行使が制限されているが、封印は精霊と契約する事で解かれていき、ある程度解除されれば召喚術も行使できるようになる。
精霊の力を借りるには、彼らと戦い、自分の力を認めてもらわなければならない。
実体化も出来るが、それにはアニマを消費する必要がある。
心核が実体化している場合、その心核に力が収束する性質がある。
アスガルド帝国は「分史世界（『エクシリア2』を参照）の実体化」の為に、精霊を支配下に置く事を目論んでいる。
七大精霊
精霊の中でも、ティル・ナ・ノーグを構築していたとされる7体の精霊。
火の精霊イフリート、水の精霊ウンディーネ、風の精霊シルフ、地の精霊ノーム、光の精霊レム、闇の精霊シャドウ、無の精霊オリジンの事を指す。
余剰次元アーク
あらゆる世界の全ての記録を保管するアカシアの樹に護られた次元図書館。言い換えれば図書館を中心にした研究者の街又は学園都市であり、学園都市アークとも呼ばれる。
学園祭
余剰次元アークにおける最重要行事。毎年開催されており、様々な次元からゲストが招かれている。目玉は二組のバンドがステージを進み、最後は対面して演奏し合う「対バンライブ」。
アドベント
余剰次元アークにおける信仰上の重要行事。珍しい花のリースを作って、アーキタイプが信仰する永遠の少女を象徴する存在「プエラ・エテルナ」に祈りを捧げる。
アーキタイプ
余剰次元アークに住む、あらゆる宇宙を超越する高次元の魂。アークを護る司書のような存在でもある。
アークの護衛による疲労回復にはレクリェーション、すなわち祭りが最も効果的。
シャドウ
アーキタイプの技術で、対象の姿形や記憶をそのままに別次元に投射された存在。いわばアーキタイプ製の鏡映点で、ロンドリーネ、アレン、サラ、リッピ、カナ、ゼファー、オリエ、菫色の瞳のエル、他作品のコラボキャラが該当。
鏡殻変動（きょうかくへんどう）
終章後編「嘘と真実 〜託された想い〜」にて、ティル・ナ・ノーグを救う為にイクスが魔鏡の力を暴走させた事により発生した世界規模の大異変。
魔鏡結晶が大量に発生し、結晶は首都セールンドを中心に多くの大地を覆い、その際に鏡震を伴った為に各地に被害が出たほか、それにより世界情勢は激変した。
アスガルド帝国は生じた被害に対し救済の手を差し伸べているが、追い着いていないのが実情。

### 第2部（ミラージュ プリズン編）より登場
アスガルド帝国
ミラージュプリズン編で建国された国。首都はイ・ラプセル。元首は皇帝デミトリアス。
本編から1200年以上前の古代ティル・ナ・ノーグにも存在していた国で、当時はセールンドとビフレストを支配下に置いていたがその後滅亡し、皇族の血筋も断絶。
しかし、鏡殻変動直後、セールンド国王デミトリアスが突如として帝国復活を宣言。
オーデンセ跡地に新たに島を具現化して中心地とし、自ら皇帝に即位した。この具現化には、ファントムが開発した「自分の理想を投影して具現化する」機能を持つカレイドスコープが使用されており、その機能によって古代に存在した当時そのままに具現化されている。
13章でファントムが行った一斉具現化での記憶操作やティル・ナ・ノーグ自体が過去の具現化で再生し、そこに住む住民の記憶が曖昧になっているのもあり、鏡殻変動から1ヶ月でティル・ナ・ノーグ全域の9割を支配下に置いている。
魔鏡結晶
ティル・ナ・ノーグの大地の至る所を侵食している魔鏡の結晶で、水晶のような外見をしている。
終章後編「嘘と真実 〜託された想い〜」にて、イクスが「スタック・オーバーレイ」を暴走させた事が原因で発生。故に、結晶にはイクスの魔鏡の力が込められている。
カレイドスコープ前にある結晶は「魔鏡の檻」を形成しており、内部にはゲフィオン及びイクスが檻の維持の為に死の砂嵐ごと封印されている。
内部は虚無と繋がっており、それを利用してアスガルド帝国は光魔を発生させている。
地表に露出している結晶は、地下深くで全て繋がっている。更に、鏡殻変動後もイクスは魔鏡術をこの結晶に変質させており、結晶は今なお広がり続けている。
なお、魔鏡術の過大な多様でアニマを使い尽すと命を落としてしまうが、イクスの場合は結晶そのものが彼の命及び力である為、そうなる事はない。
魔鏡術及び魔鏡技術はこれの近くで行うと効率が良くなる。
仮想鏡界（かそうきょうかい）
想像の魔鏡術の奥義の一つ。単に「鏡界」とも呼ばれる。
現実世界とは独立した仮想空間を作り出す。現実世界との往来は転移ゲートで行える。しかし、ミラージュプリズン編では魔鏡結晶の影響等で、ゲートを作り出せる安全が保障された場所が限られているうえに、何処に作り出されたかも分からなくなっている。
また、技量が未熟な鏡士がこれを発動した場合は、空間を作った鏡士又はその鏡精が空間に残らねば維持が出来ない。
ミラージュプリズン編では、ミリーナが作り出した鏡界を拠点としている。
リビングドール計画
メルクリアが進めている計画。
その全容は、「アニマ（心核）を失って（失わせて）空っぽの人間に別のアニマ（心核又は人工心核）を注入してキメラ結合させて、死の砂嵐から抽出したアニムス粒子を触媒として繋ぎ留め、魂を持った人形「リビングドール」を作る」というもの。
しかし、アニマを消し去る事が出来なかった場合、その反動で精神が壊れる等の重篤な悪影響がある。また、成功しても魂の人間の本来の力は出しにくい。
計画の目的は「ビフレスト皇国」の復活であり、リビングドール計画は魔鏡戦争で死亡したビフレストの国民復活の為に行われている。
神降ろし
アスガルド帝国が計画している、鏡映点の中で適性のある女性を巫女として選び、巫女の体に宿らせる形で太陽の女神ダーナを降臨させる儀式。
古代のアスガルド帝国の資料には「神降ろし」の単語は出てこないものの、「託宣の巫女」の話が現存されている。
ディストとリヒターが主導で進めているが、ナーザはこれに否定的で、巫女候補を殺してでも阻止しようとしている。
オーバーレイ魔鏡
アニマに宿る過去や未来の可能性を一時的に具現化し、使用者を包み込む事で潜在能力を引き出し、倍増させる魔鏡。
作成にはビフレスト皇国の魔鏡技術が使われている。ただし、鏡映点のアニマに秘められた力が何を触媒に目覚めるかが分からないと作成できない。また、作成には非常に高い技量が必要で、技量の習得には熟練の鏡士でも相当の時間がかかる。
イクスの魔鏡の「オーバーレイ」と比較すると、現在のみならず過去や未来の力を重ね合わせられる点及び鏡士でない者にも制御可能な点で優れているが、持続時間が短い点で劣る。
浄玻璃鏡（じょうはりきょう）
セシリィが新たに開発したオーバーレイ魔鏡。嘗てのビフレストにも存在していた。
鏡映点の具現化の際、カレイドスコープの照準機能が甘かった為に本来の力が封じられている場合、それによる能力の滞留をサーチして、力を解放する触媒を見つけてくれるほか、鏡映点のアニマに刻まれた過去や起こりうる未来から、封じられた本来の力を相応しい形に再構築する力を持つ。
触媒を見つけた場合、輝き出してオーバーレイ状態になる。その時に、この魔鏡によって再構築された力を引き出して一時的に放出する事が出来る。
心核
生命の「心」であり、アニマとアニムスを繋ぐコア。これを失い「心核喪失」状態になると、アニマである魂とアニムスである記憶が分離して体を保てなくなり、死亡・消滅の危険性が非常に高くなる。逆に「体」を失った場合も同様。
鏡士が具現化を行う際、一瞬具現化されており、その際に存在が観測される。
アスガルド帝国はカレイドスコープと『エターニア』に登場するクレーメルケイジを利用して精霊の心を発見し、心核として保存する技術を有している。
心核喪失現象
心核が失われた状態。
心を魔鏡に映して具現化を行う鏡士に稀に起こる事があり、魔鏡及び具現化によって心がエネルギー不足になって機能しなくなる事が原因で起こる。
この状態になると、心の一部に変調をきたすようになり、稀に感情の一部が失われる事がある。
基本的に治療には心の中に入れる機能を有するソーマか、専用の魔鏡術を使う必要がある。
魔眼
鏡精が有する禁断の力。「死の魔眼」「バロールの眼」とも呼ばれる。この力が宿るのは、太陽神たる女神ダーナを殺そうとした男・バロールの末裔であるネーヴェ一族が生み出した鏡精のみ。
女神ダーナが生み出した揺り籠であるティル・ナ・ノーグを解く力があり、それは世界の滅びを意味する。
魔眼は鏡士と繋がっており、鏡精を通じて鏡士にも魔眼が宿る。魔眼に鏡精のアニマと鏡士のアニマを重ねて合わせる事で、「死」を放つ事が出来るが、使用すると代償としてとてつもない量の体力を消耗する。
精霊装
アスガルド帝国が有する技術。人間にティル・ナ・ノーグの精霊を纏わせる事が出来るが、かなり危険な技術。アステル曰く、『ゼスティリア』の神依と同じようなもので、いわば「武器と精霊との神依」。
この力を使った攻撃は、リビングドールには効果が非常に大きい。
ただ、精霊と融合する技術は元々ティル・ナ・ノーグには存在しておらず、セシリィ（シドニー）は、具現化した異世界の鏡映点が、大元となる技術・情報を提供したと推測している。
強大な力を有するが、個人によって精霊装備ができる程の相性の良い精霊は異なり、相性の悪い精霊を精霊装で纏うと、身体に悪影響が出る。
精霊輪具
精霊装に必要な指輪。アステルが神依の資料を参考に開発した。
精霊の力を溜めたり、精霊装時は精霊の力を武器に宿す事ができるが、これは強制であり、長時間精霊又はそれに準ずる存在がこれを装着すると、強い疲労感に襲われる。
スピルリンク魔鏡
フィリップがソーマを利用して発明した魔鏡で、ソーマの代用品。
ソーマを持たない人間でも安定して人のスピリア（心）に入るスピルリンクが行える。ただし、この方法でスピルリンクが出来るのは、魔鏡術等による強化がない限り、3人が限度。
アニマチャネル
ティル・ナ・ノーグに生きる全ての存在に備わっている、取り込んだアニマを融合及び安定化させる器官のようなもの。命名者はキール。
活性度の高さはそれぞれ異なり、エンコードの影響も受ける。活性度が低いとティル・ナ・ノーグで召喚術等の、アニマの融合・安定化をプロセスとする能力や術は行使できない。
精霊やエルフの血を引く者、霊力野を持つリーゼ・マクシア人等、アニマや具現化元の世界におけるマナとの親和性が高い者は活性度が高い傾向にあり、逆にそれらに該当しない普通の人間は低くなりやすい。
魔の空域
一度迷い込んだら二度と出てこられないと言われている空域で、通信すら繋がらない。
ティル・ナ・ノーグでは、空を飛ぶ乗り物はまだ一般には普及していない為、この空域に関しては不明な点が多い。その為、運転士は、必ずここを避けて飛ぶようにしている。
ダーナの揺り籠
ティル・ナ・ノーグの創世神話に出てくる言葉。ナーザはティル・ナ・ノーグの事をこう呼んでいる。
これに関するダーナの予言「ダーナの黙示録」の一説には、
「この世界はダーナの揺り籠である。罪を背負った人々は、罪を贖い、浄化しダーナの揺り籠に生まれ落ちた」
「揺り籠を揺らす手を操ろうとしてはならぬ。鏡写しの心は、アニマ無き人となり再びフィンブルヴェトルを招くだろう。フィンブルヴェトルが揺り籠を飲み込むときダーナの巫女は目覚め精霊を従えてラグナロクへと立ち向かう。フィンブルヴェトルは死の季節。世界の終末の始まりである」と記されている。
精霊の封印地
ダーナの巫女である初代ビクエことヨーランドが封印の眠りについている場所であり、太陽神ダーナの心核が安置されている場所。
セールンド海域の小さな島にあり、「精霊の眠る地」「精霊の故郷」と伝えられている。
オーデンセにある水鏡の森には、ここに通じる次元通路があった。
戦乙女の祭
余剰次元アークにおける行事の一つで、あらゆる次元の死者を弔う祭り。毎年開催されている。戦乙女の塔の力で、様々な次元から戦乙女役として選ばれた女性達が、戦乙女の衣装に身を包み、祈りを捧げて死者の魂を慰める。

### 第3部（フェアリーズ レクイエム編）より登場
領
アスガルド帝国が具現化大陸を管理する際の単位。具現化大陸の具現元となった世界にちなんだ名前が付けられている。領の中心都市として、領都が定められている。
ニーベルング
ティル・ナ・ノーグが誕生する前に存在した世界。現在は既に滅んでおり、その跡地には虚無が存在している。その虚無の中にダーナが新たに創造した世界がティル・ナ・ノーグとなる。
ラグナロク
ダーナの予言に記されている「世界の滅び」。
水鏡の森
オーデンセにあった森。ジュニアはここを「始まりの場所」と呼ぶ。
精霊の封印地に通じる次元通路があり、その影響で森の内部では不思議な現象が度々起こっていた。
虹の橋
ニーベルングとティル・ナ・ノーグを繋ぐ橋。マクスウェルが守護者としての役割をオリジンから託され、守護していた。
オーデンセには「水鏡の森の奥で見られる幻影」として伝説が伝わっている。
ファントム救世軍
救世軍を牛耳っていたファントムが倒された後、アスガルド帝国とマーク率いる新生救世軍のどちらにも加わらなかった救世軍の残党。初代救世軍リーダーのフリーセル支持者が多数を占める。
当初はグラスティンに騙され、彼の資金源としてカジノで働かせられていたが、新生救世軍に吸収された際、彼らの資金源としてカジノを運営する事になった。
聖アタモニ教団
最近、ティル・ナ・ノーグで勢力を伸ばしている謎の宗教団体。
リビングドールβ（ベータ）
ミラージュプリズン編終章での戦いが原因で、魔鏡結晶から死の砂嵐にアクセスできなくなり、リビングドールの作成が不可能になった事を受けて、グラスティンが開発した新たなリビングドール。
人工知能を人工心核に宿す事で作られる。この仕組みは、『ハーツ』に登場する機械人を解析して生み出された。
リビングドールγ（ガンマ）
グラスティンが開発した量産型リビングドール。
生産手順は大幅に簡略化されているが、心核を抜き取るプロセスがない為、強い衝撃等で本人の意識が戻れば、リビングドールではなくなる。
死鏡精（しきょうせい）
キラル分子生成の過程で殺された鏡精の残滓で、殺された際の怨嗟が形となったもの。セールンドでは駆除対象とされていた。
鏡精の墓場から生まれるが、カレイドスコープ暴走で世界が一度滅びた際に墓場も消滅。そこから生まれた死鏡精の残滓は死の砂嵐を構成している。
アニマのるつぼ
死亡又は仮死状態になった際、何らかの原因でアニムス、即ち肉体が消えずに残った場合に、アニマが向かう空間。いわばアニマが消滅するまでの待機場所。
ここに向かったアニマは一定期間が経過すると意識が融けていき、るつぼの一部となる。
ルグの槍
アスガルド帝国がティル・ナ・ノーグに落とそうとしているもの。詳細は不明。

### 第4部（ラスト クレイドル編）より登場
ビフレスト聖騎士団
死の砂嵐から再度復活したナーザが旗揚げした、イクス一行とも救世軍ともアスガルド帝国とも異なる第四勢力。
贄の紋章
アスガルド帝国が、「ルグの槍を落とす目印にする」目的で、各領の領主及び従騎士を中心に、鏡映点の背中に入れている焼印。何らかの特殊な術式が組み込まれている模様。

## 開発
オリジナルキャラクターであるイクスとミリーナのデザインは松原秀典、シナリオ原案は実弥島巧が担当する。松原は、シリーズ作品でキャラクターデザインを担当している藤島康介と仕事をしたことのある経験から、シリーズのテイストや独自の要素を盛り込められるだろうと考えられての起用となる。
実弥島は原案としての参加であるため、プロットや設定は出しているもののテキスト執筆にはあまり関わっていなかったが、配信後は自身が直接シナリオを執筆・監修するようになっている。

## 配信
2015年12月15日に行われた「テイルズ オブシリーズIPラインナップ発表会」で発表。
2016年2月23日には、テーマソングを［Alexandros］が担当することが発表された。本作品のために書き下ろされたテーマソング「NEW WALL」は、オープニングなどで使用される。
2016年7月10日に開催された「テイルズ オブ フェスティバル 2016」で、2017年に配信されることや、WIT STUDIOが担当するオープニングアニメーションが発表された。
2017年2月2日に発売された『週刊ファミ通 2017年2月16日号』で、開発状況が90%であると発表された。
2017年2月28日、配信開始。
2017年7月24日、英語版が配信開始。
2018年5月29日、英語版が配信終了。
2024年5月21日、サービス終了が発表

## Webアニメ

### ているず おぶ ざ れいず 劇場
ショートアニメ『ているず おぶ ざ れいず 劇場』が2018年7月20日にニコニコ生放送にて一挙配信。21日からニコニコ動画で、31日からYouTubeで配信されている。

#### スタッフ
- 原作・製作 - バンダイナムコエンターテインメント[124]
- オリジナルキャラクターデザイン - いのまたむつみ、藤島康介、松原秀典[124]
- 企画・原案 - 池野泰広
- 監督 - 佐々木忍[124]
- 脚本 - 琴吹綾[124]
- 色彩設計 - 鈴木ようこ
- 美術監督 - 菊地明子
- 撮影監督 - 高倉誠
- 編集 - 坂本久美子
- 音響監督 - 鳥島和也
- プロデューサー - 三浦進[124]
- アニメーション制作 - BN Pictures[124]

#### 各話リスト
| 話数  | サブタイトル              | 脚本   | 絵コンテ | 演出     | 作画監督              |
| ----- | ------------------------- | ------ | -------- | -------- | --------------------- |
| 第1話 | 第2話から本気出す         | 琴吹綾 | 佐々木忍 | イムガヒ | 中澤あこ スタジオダブ |
| 第2話 | 続・第2話から本気出す     | 琴吹綾 | 佐々木忍 | イムガヒ | 中澤あこ スタジオダブ |
| 第3話 | YOU、選んじゃいなよ       | 琴吹綾 | イムガヒ | イムガヒ | 中澤あこ スタジオダブ |
| 第4話 | ビバ☆社員旅行             | 琴吹綾 | イムガヒ | イムガヒ | 中澤あこ スタジオダブ |
| 第5話 | ビバ☆社員旅行f            | 琴吹綾 | イムガヒ | イムガヒ | 中澤あこ スタジオダブ |
| 第6話 | アニメ業界へようこそ      | 琴吹綾 | イムガヒ | イムガヒ | 中澤あこ スタジオダブ |
| 第7話 | ？？？？                  | -      | -        | -        | -                     |
| 第8話 | 仁義なき1stアニバーサリー | 琴吹綾 | 佐々木忍 | イムガヒ | 中澤あこ スタジオダブ |

### TALES OF THE RAYS Everlasting Destiny
ショートアニメ『TALES OF THE RAYS Everlasting Destiny（テイルズ オブ ザ レイズ エバーラスティング デスティニー）』が2019年7月4日にアプリ内のシナリオログで配信。再生時間は約15分。
ミラージュプリズン編終章におけるイクス救出作戦の全要と裏側を、様々なキャラクターの視点から描く。

#### スタッフ
- 原作・制作 - バンダイナムコエンターテインメント
- キャラクターデザイン原案 - 松原秀典、藤島康介、いのまたむつみ、奥村大悟、岩本稔
- 監督・絵コンテ - 添野恵
- 脚本 - 実弥島巧
- 演出 - 高村雄太
- 作画監督 - 中澤あこ
- 色彩設計 - 大槻ひろ子
- 美術監督 - 林雅巳
- 撮影監督 - 貞松寿幸
- 編集 - 小口理菜
- 音響ディレクター - 鳥島和也
- 音楽 - 北谷光浩、佐藤貴文、平井克明、濱本理央、山内祐介
- 制作協力 - 栁澤峻、山田祐実、「テイルズ オブ ザ レイズ」運営チーム
- アニメーションプロデューサー - 三浦進
- プロデューサー - 池野泰広
- アニメーション制作 - BN Pictures